# H'Mông
Người Hmông hay Mông (RPA: Hmoob/Moob, Chữ Hmông Việt: Hmôngz/Môngz); phát âm tiếng H'Mông: [m̥ɔ̃ŋ]), là một nhóm dân tộc có địa bàn cư trú truyền thống là Trung Quốc và các nước lân cận thuộc tiểu vùng Đông Nam Á, gồm Lào, Việt Nam, Thái Lan và Myanmar.
Người Hmông nói tiếng Hmông, một ngôn ngữ chính trong ngữ hệ Hmông-Miền. Tiếng Hmông vốn chưa có chữ viết, hiện dùng phổ biến là chữ Hmông Latin hóa (RPA) và một phần là chữ Pahawh Hmông, được lập từ năm 1953 .
Tại Việt Nam người Hmông là một trong các dân tộc thiểu số có dân số đáng kể trong số 54 dân tộc tại Việt Nam . Tên gọi dân tộc được ông Cư Hòa Vần nêu ra là "Mông" hoặc "Hmôngz".
Tại Thái Lan và Lào họ được gọi là người Mèo (trong nhóm Lào Sủng). Theo tiếng Thái là แม้ว Maew hay ม้ง Hmông.
Tại Trung Quốc, họ được gọi là Miêu (tiếng Trung: 苗; bính âm: Miáo), và tên gọi này được dùng trong văn liệu quốc tế là Miao, như trong tiếng Anh Miao people. Người Miêu được chính phủ Trung Quốc công nhận là một trong 55 dân tộc thiểu số tại Trung Quốc. Người Miêu tạo thành nhóm dân tộc lớn thứ 5 tại Trung Quốc.
Người Miêu Trung Quốc bao gồm các phân nhóm: Hmông, H'mu, H'mao và Ghao Xong. Bên ngoài Trung Quốc thì chủ yếu thuộc phân nhóm Hmông.

## Tên gọi

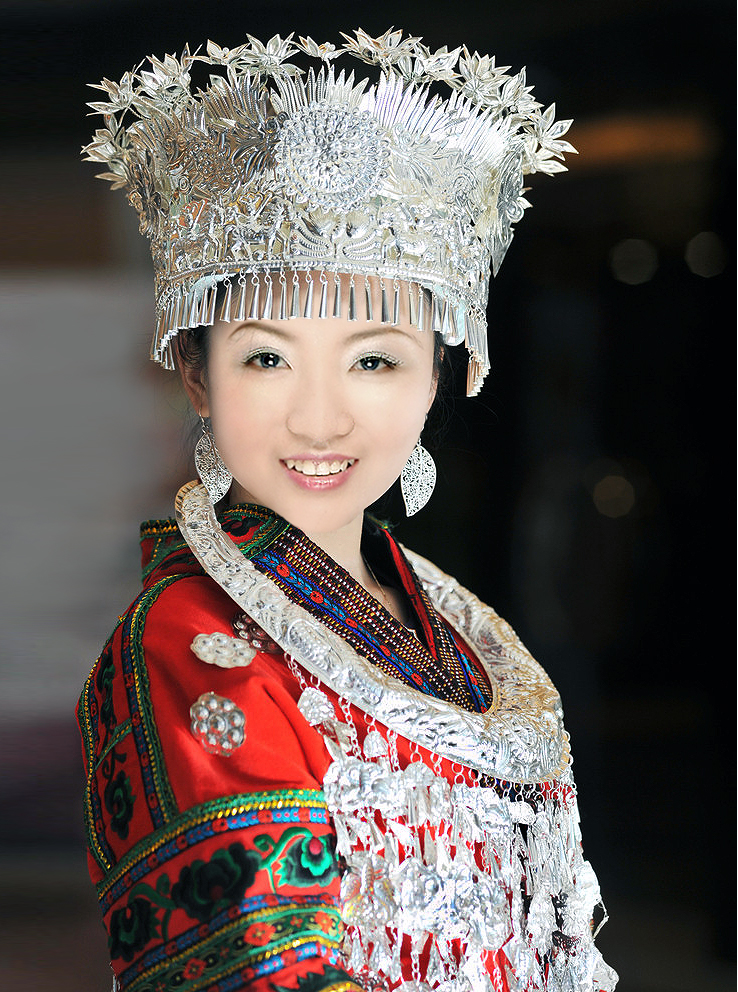
Phụ nữ người Miêu (Hmong) sống trong 12 làng gần huyện Chức Kim, tỉnh Quý Châu, Trung Quốc.

Thuật ngữ "Miêu" và "Hmông" hiện thời đều được sử dụng để chỉ nhóm dân tộc thiểu số ở Trung Quốc. Họ sống chủ yếu ở miền nam Trung Quốc, trong các tỉnh Quý Châu, Hồ Nam, Vân Nam, Tứ Xuyên, Quảng Tây và Hồ Bắc. Theo điều tra dân số năm 2000, số lượng người Miêu ở Trung Quốc khoảng 9,6 triệu.
Ngoài phạm vi Trung Quốc họ còn sống ở Thái Lan, Lào (được xếp chung vào nhóm Lào Sủng), Việt Nam và Myanmar do di cư bắt đầu vào khoảng thế kỷ XVIII, cũng như tới Hoa Kỳ, Guyana thuộc Pháp, Pháp và Úc như là kết quả của các cuộc di cư gần đây sau khi kết thúc chiến tranh Việt Nam. Tất cả các nhóm này cộng lại xấp xỉ 8 triệu người nói tiếng Hmông. Tại Việt Nam, có khoảng trên 1 triệu người Hmông.
Tiếng Hmông bao gồm 3 phương ngữ, với 30-40 thổ ngữ có thể hiểu lẫn nhau được, cùng với tiếng Bunu, thuộc về nhóm Hmông trong ngữ hệ Hmông-Miền (hay hệ Miêu-Dao theo văn liệu Trung Quốc).
Các nhà nghiên cứu phương Tây xử lý vấn đề thuật ngữ này không thống nhất. Những người đầu tiên sử dụng tên gọi theo kiểu Trung Hoa trong một loạt các phiên âm: Miao, Meau, Meo, Mo, Miao-tse, Miao-tsze, Miao-tseu (Miêu tộc). Tuy nhiên, do ảnh hưởng của người Hmông ở Lào, các nhà nghiên cứu đương đại chấp nhận thuật ngữ khác là "Hmông".

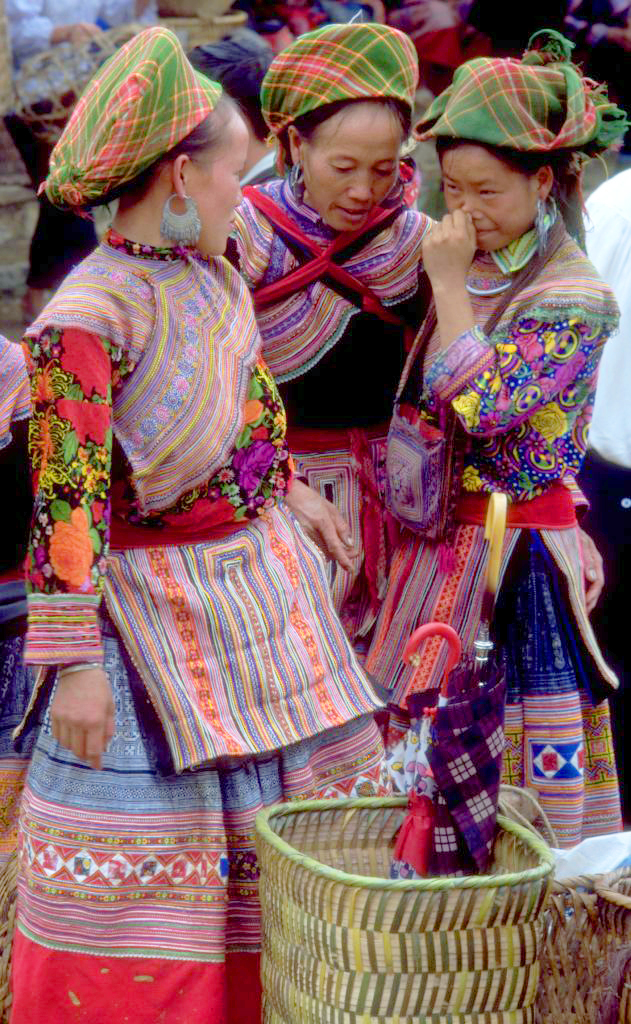
Người Hmông Hoa trong quần áo truyền thống tại chợ Bắc Hà, Việt Nam

Bản thân người Hmông thì sử dụng hàng loạt các tên tự gọi khác nhau. Tại Trung Quốc thông thường phân loại họ theo màu sắc chủ yếu đặc trưng nhất của phụ nữ Miêu. Danh sách dưới đây liệt kê các tên tự gọi, tên gọi màu sắc và khu vực chính mà 4 nhóm chính của người Miêu sinh sống tại Trung Quốc:
- Ghao Xong; Miêu đỏ; tây Hồ Nam.
- Hmu, Gha Ne (Ka Nao); Miêu đen; đông nam Quý Châu.
- Hmao; Miêu hoa lớn; tây bắc Quý Châu và đông bắc Vân Nam.
- Hmong; Miêu trắng, Miêu xanh, Miêu hoa nhỏ; nam Tứ Xuyên, tây Quý Châu và nam Vân Nam.

Chỉ có nhóm thứ tư sử dụng thuật ngữ "Hmông". Ngoài ra, chỉ có người Hmông (và một số Hmu) có người sinh sống ngoài phạm vi Trung Quốc. Những người Hmông phi Trung Quốc này cho rằng thuật ngữ "Hmông" không chỉ để nói tới nhóm thổ ngữ của họ, mà còn là để chỉ các nhóm khác sống tại Trung Quốc. Nói chung, họ cho rằng thuật ngữ "Miao" (hay "Miêu") là một thuật ngữ xúc phạm và không nên sử dụng nó. Thay vì điều này thuật ngữ "Hmông" được sử dụng để chỉ mọi nhóm người thuộc dân tộc này. Tuy nhiên, điều này có thể là kết quả của sự nhầm lẫn biểu hiện và ý nghĩa của từ. Các nhà thám hiểm và xâm lược Trung Hoa đặt cho người Hmông tên gọi "Miao" (hay "Miêu"), sau đó trở thành "Meo" (Mèo) và "Man" (Mán). Thuật ngữ sau để chỉ những kẻ "man di, mọi rợ ở miền nam". Từ "Miêu" cũng được sử dụng trong các ngôn ngữ khác của khu vực Đông Nam Á như tiếng Việt, Lào, Thái trong dạng "Meo" (tức là "Mèo"). Có thể những người nói tiếng Việt, Lào, Thái đã lấy từ "miao" (miêu) từ tiếng Trung Hoa. Nó được phát âm với giọng sai trong tiếng Thái hay với giọng cao trong tiếng Hán Quảng Đông thì có ý nghĩa là "Mèo" (đây là khả năng của nguồn gốc tượng thanh). Trong cách dịch của người Việt các từ Hán-Việt thì "miêu" cũng là "mèo". Điều này giải thích tại sao lại có sự phản đối quyết liệt như vậy chống lại thuật ngữ "miêu" trong các nhóm người Hmông tại khu vực Đông Nam Á.
Tại Trung Quốc, tình hình lại khác hẳn vì hai nguyên nhân chính. Các nhóm người Miêu có các tên tự gọi khác hẳn và chỉ một số rất ít sử dụng từ "Hmông". Những người còn lại thì không có ý kiến gì khi cho rằng "Hmông" là thích hợp hơn so với "Miêu" trong vai trò của tên gọi chung. Kể từ khi có phân loại chính thức các dân tộc thiểu số trong thập niên 1950 một số dân tộc thiểu số đã khiếu nại về từ ngữ được sử dụng ở Trung Quốc để gọi tên dân tộc họ và đã đề nghị chính quyền thay đổi cách sử dụng chính thức. Nhóm người Miêu ở Trung Quốc, theo bài báo năm 1992 trong Dự án bản tin Thái-Vân Nam [TYPN 1992], đã không có khiếu nại gì. Lý do thứ hai thuần túy là thực dụng: không có khả năng đưa từ "hmong" vào trong tiếng Trung do âm tiết của nó không tồn tại trong tiếng Trung. (Cũng giống như trong tiếng Anh là có rất ít người có khả năng phát âm các âm điếc giọng mũi). Tuy nhiên, trong tiếng Anh, không giống như tiếng Trung, người ta có khả năng viết được từ "Hmong".
Người Hmông viết tên gọi của dân tộc mình theo chữ Hmông Latin hóa (RPA) là "Hmoob". Cách viết hai nguyên âm chỉ ra rằng nó được phát âm giống như âm mũi, và một số phụ âm được sử dụng ở cuối của âm tiết để biểu thị giọng đọc. Vì thế từ America được viết giống như là Asmeslivkas trong RPA (Chữ Hmông Việt: Asmêslircas).
Thuật ngữ "Hmông" được đề nghị như là tên gọi của các nhóm người Miêu nói thổ ngữ Hmông ở Trung Quốc và người Hmông ngoài Trung Quốc. Việc sử dụng từ này ngày nay đã được thiết lập vững chắc trong sách vở phương Tây. Nó dẫn đến nhiều người đã nhầm lẫn với tình trạng của các thuật ngữ hiện tại và không nhìn thấy mối liên quan giữa người Miêu và Hmông.

## Ngôn ngữ

Phân bố của ngữ hệ Hmông-Miền

Tiếng Hmông là một ngôn ngữ nằm trong ngữ hệ Hmông-Miền (hay Miêu-Dao). Trên thực tế vấn đề phân loại theo quan hệ họ hàng của ngôn ngữ này đã từng có nhiều ý kiến khá khác nhau. Một số nhà ngôn ngữ học từng xếp tiếng Hmông thuộc nhánh Miêu-Dao trong ngữ hệ Hán-Tạng, trong đó phải kể đến các nhà khoa học Trung Quốc. Trong những ý kiến đáng chú ý ta còn phải kể đến Paul K. Benedict với quan điểm quy các ngôn ngữ trong khu vực thành 2 hệ cơ bản: Hán-Tạng và Nam Thái (Austro-Thai). Trong đó vị trí các ngôn ngữ Hmông-Miền được định vị trong hệ Nam Thái.
Còn André G. Haudricourt từng bước đem so sánh cả hệ thống thanh điệu và cả lớp từ vựng cơ bản giữa các ngôn ngữ Hmông-Miền với các ngôn ngữ của ngữ hệ Hán-Tạng và hệ Nam Á. Ông đã cho rằng "các ngôn ngữ Miao-Yao hình như tạo nên mối liên hệ giữa các ngôn ngữ Nam Á và các ngôn ngữ Tạng-Miến". Đây cũng chính là cơ sở để một hướng các nhà ngôn ngữ sau này không xếp các ngôn ngữ Hmông-Miền vào Nam Á hay Hán-Tạng mà là một họ ngôn ngữ độc lập vì những kiến giải của Haudricourt "không thuần tuý là sự so sánh từ vựng mà là sự phục nguyên, một thao tác thể hiện tính quy luật của những chuyển đổi âm thanh". Kế thừa những nghiên cứu đi trước, Martha Ratliff đã đưa ra một bảng phân loại các ngôn ngữ Hmông-Miền khá chi tiết trong đó tác giả đã định vị ngành Hmông trắng (Mông Đơư) như sau:
- Ngữ hệ (language family): Hmông-Miền (Hmong-Mien)
- Nhóm ngôn ngữ: Hmông (Hmongic)
- Nhánh: thuộc các phương ngôn Tứ Xuyên - Quý Châu - Vân Nam, còn gọi là nhánh Hmông phía Tây (West Hmongic branch)
- Tiểu nhánh: Tứ Xuyên - Quý Châu - Vân Nam
- Phương ngữ: Mông Trắng (White Hmong)

Trong cuốn từ điển Bách khoa thư ngôn ngữ đã phân các ngôn ngữ Hmông-Miền thành hai nhánh chính:
- Hmông - gồm có: Dananshan Hmong, Hmong Đông, Hmong Bắc, Hmong Tây, Hmong Daw, Hmong Njua, Miao Đỏ, Pa Heng, Punu
- Miền (hay Dao) - gồm có: Ba Pai, Mien, Biao Mien, Iu mien, Mun, She

Tại đây Hmông Leng (Mông Lềnh) được xác định như một tên gọi khác của ngành Hmông Njua (Hmông Xanh) nằm trong nhánh Hmông.

## Chữ viết

Chữ Pahawh Hmông trong bảng Unicode

Hiện chưa xác định rõ liệu một hệ thống chữ viết Hmông trong lịch sử hay không. Theo truyền thuyết thì người Hmông từng có chữ gọi là "chữ Nam Man", do người Hán gọi người Hmông là người Nam Man. Trong cuộc chiến với người Hán, người Hmông thua trận phải chạy về phía nam, dẫn đến sách và chữ đã bị thất lạc.
Vì thế đến thế kỷ 20 tiếng Hmông được coi là chưa có chữ viết. Những nỗ lực lập ra bộ chữ để ghi tiếng Hmông xuất hiện vào giữa thế kỷ XX.

### Chữ Hmông Latinh hóa
Tại Lào, nỗ lực lập ra bộ chữ Hmông Latin hóa RPA (viết tắt theo tiếng Anh: Romanized Popular Alphabet) được nhà truyền giáo Tin Lành G. Linwood Barney ở tỉnh Xiengkhuang bắt đầu vào năm 1951 . Ông lập dựa trên thổ ngữ Hmông Lềnh (Mong Leng), với các cố vấn người Hmông là Geu Yang và Tua Xiong. Ông tham khảo ý kiến với William A. Smalley , một nhà truyền giáo đã học tiếng Khmu tại tỉnh Luang Prabang vào thời điểm đó. Cùng lúc đó Yves Bertrais, một nhà truyền giáo Công giáo La Mã ở Kiu Katiam, Luang Prabang, đã tiến hành một dự án tương tự với Chong Yeng Yang và Chue Her Thao. Hai nhóm làm việc đã gặp nhau trong năm 1952 và hóa giải mọi sự khác biệt. Năm 1953 cho ra phiên bản RPA thống nhất.
Hiện nay chữ Hmông Latin hóa đã trở thành hệ thống phổ biến nhất để viết tiếng Hmông ở phương Tây, cũng như được sử dụng trong khu vực Đông Nam Á và Trung Quốc, cùng với các hệ thống văn bản khác .

### Chữ Pahawh Hmông
Năm 1959 thủ lĩnh tinh thần người Hmông tại Lào là Yang Shong Lue (RPA: Yaj Soob Lwj; 1929 – 1971) lập ra bộ chữ Pahawh Hmông với hệ ký tự riêng (không phải Latin). Bộ chữ dựa nhiều vào thổ ngữ ngành Mông Đơư (Hmông trắng; Hmong Daw; RPA: Hmoob Dawb) và Mông Lềnh (Hmông Xanh; Hmong Leng; RPA: Hmoob Leeg). Bộ chữ Pahawh hiện có mã unicode là U+16B00–U+16B8F .

### Chữ Hmông tại Việt Nam
Tại Việt Nam năm 1961 phương án chữ Hmông theo ký tự Latin đã được chính phủ Việt Nam phê chuẩn. Bộ chữ được xây dựng theo ngữ âm ngành Hmông Lềnh Sa Pa - Lào Cai, có bổ sung thêm một số âm vị của các ngành Hmông khác, gồm 59 phụ âm, trong đó có 3 âm vị phụ âm của ngành Hmông Đơ (Mông Trắng/Hmong Daw) và Hmông Sua, 28 vần và 8 thanh.
Từ thập niên 2010 nhu cầu học chữ Hmông tại Việt Nam phát triển, gồm có cả yêu cầu của người dân về bảo tồn văn hóa Hmông phát biểu ra khi tiếp xúc cử tri, các hoạt động giảng dạy chữ Hmông ở Đại học Thái Nguyên , hay dạy chữ Hmông ở giáo phận Hưng Hóa .

## Lịch sử
Trong truyện truyền khẩu, truyền thuyết của người Hmông nói rằng họ đã đến từ những vùng đất cực kỳ lạnh lẽo, ở nơi đó bóng tối kéo dài 6 tháng và ánh sáng cũng kéo dài 6 tháng. Từ nơi này, họ đã đến Trung Quốc theo những chuyến đi săn. Một người thợ săn và con chó của ông đã theo đuổi con mồi suốt nhiều ngày trong tuyết. Người thợ săn hết lương thực và phải quay về để chuẩn bị tiếp tục đi săn nhưng đã lạc mất con chó của mình. Khi người thợ săn muốn từ bỏ thì con chó lại quay về. Người thợ săn hôn hít con chó của mình và phát hiện thấy có những hạt cây lạ dính trên lông của nó. Lúc đó, tuy người Hmông cho rằng toàn thể thế giới đã được thám hiểm hết, nhưng những hạt lạ đã dẫn dắt họ tới Trung Hoa.
Nơi thứ hai trong đó miêu tả người Hmông từ nơi nào đến diễn ra trong nghi thức an táng "chỉ đường" của họ. Trong nghi thức này, người đã chết được chỉ dẫn cho về với tổ tiên. Người ta tin rằng người đã chết rời bỏ thế giới này để trở về với cội nguồn của họ, là một nơi cực kỳ lạnh lẽo. Thời kỳ băng hà cuối cùng đã kết thúc cách đây khoảng 10.000 năm và nó xảy ra cùng thời điểm với sự ra đời của người hiện đại. Các điều kiện được miêu tả trong truyện truyền khẩu và nghi thức an táng của người Hmông chắc chắn nói đến một thế giới chỉ có toàn tuyết và băng giá, là những thứ thấy được cho đến khi kết thúc thời kỳ băng hà gần đây nhất.

### Tiếp xúc với người Hán
Tại Trung Quốc, vương quốc Miêu đầu tiên được ghi chép có tên gọi là Cửu Lê (ở trung lưu sông Hoàng Hà, đâu đó ở một trong các tỉnh Sơn Tây, Hà Bắc, Hồ Nam và Giang Tô) và những người cai trị nó có tước hiệu là Chiyou (Xi Vưu trong tiếng Hoa) hay Txiv Yawg (trong tiếng Hmông). "Trí Zờ" có nghĩa là "ông-cha", và là tước hiệu tương đương nhưng không ít quyền lực hơn hoàng đế. Các tổ tiên "Xi Vưu" được coi là nhóm dân tộc Lương Chử. Cửu Lê được cho là có quyền lực đối với 9 bộ tộc và 81 thị tộc.

### Lịch sử theo truyền thuyết Trung Quốc
Theo truyền thuyết Trung Hoa, bộ tộc của Xi Vưu (Tiếng Hmông là Chí Dợ) đã bị đánh bại ở Trác Lộc (涿鹿, một địa danh cổ trên ranh giới tỉnh Hà Bắc và Liêu Ninh ngày nay) bởi liên minh quân sự của Hoàng Đế và Viêm Đế, các thủ lĩnh của bộ tộc Hoa Hạ (華夏) khi họ tranh giành quyền làm chủ lưu vực sông Hoàng Hà. La bàn được cho là lý do quyết định trong chiến thắng của người Hoa Hạ. Trận đánh này, được cho là diễn ra vào thế kỷ XXVI TCN, đã diễn ra dưới điều kiện thời tiết mù sương và người Hoa Hạ đã có thể chiến thắng tổ tiên của người Hmông là nhờ có la bàn.
Sau thất bại, bộ tộc ban đầu của người Hmông được chia ra thành hai nhóm bộ tộc nhỏ, là Miêu và Lê (黎). Người Miêu tiếp tục di chuyển về phía tây nam còn người Lê về phía đông nam giống như bộ tộc Hoa Hạ (ngày nay là người Hán) mở rộng xuống phía nam. Trong suốt chiều dài lịch sử Trung Hoa, họ được nói đến như những kẻ "man di" do sự chênh lệch ngày càng tăng trong văn hóa và kỹ thuật so với người Hán. Một bộ phận các bộ tộc này đã bị đồng hóa thành người Hán trong thời kỳ nhà Chu (1122 TCN-256 TCN). Số còn lại di cư dần từ Hoàng Hà xuống phía Nam do sự bành trướng của người Hán.
Có một phiên bản khác của thời kỳ hậu-Cửu Lê, người dân của Cửu Lê chia thành 3 nhóm đi theo 3 hướng khác nhau. Người ta nói rằng Xi Vưu có ba con trai, và sau khi Cửu Lê thất thủ thì con trai cả của ông dẫn một số người về phía nam, con trai thứ dẫn một số người về phía bắc còn người con trai út ở lại Trác Lộc và đã bị đồng hóa theo văn hóa Hoa Hạ. Những người đi về phía nam thành lập ra nhà nước San-Miêu. Có lẽ vì sự phân chia thành nhiều nhóm nhỏ nên rất nhiều dân tộc ở Viễn Đông coi Xi Vưu là tổ tiên của mình, và vì thế nhiều câu hỏi được đặt ra về bộ tộc thực sự của Xi Vưu cũng giống như của người Miêu hay các dân tộc khác.

### Các thời kỳ nhà Tần/Hán
Thuật ngữ "Miêu" lần đầu tiên được sử dụng bởi người Hoa vào thời kỳ tiền Tần, tức là trước năm 221 TCN, dùng để chỉ vùng đất "Tam Miêu" (三苗 Sānmiáo) tại Hồ Nam hiện nay. Vào thời kỳ đó, những bộ tộc này sống ở phía nam sông Trường Giang, nhưng sau đó đã bị người Hoa đẩy lui xa hơn nữa về phía nam. Do phần lớn lãnh thổ của sáu triều vua (Đông Ngô, Đông Tấn, tiền Tống, Tề, Lương, Trần) nằm ở phía nam sông này, việc khuất phục người Miêu đã là mối quan tâm chính để đảm bảo sự ổn định của các triều đại này. Với sự cướp bóc của Ngũ Hồ ở các khu vực phía bắc con sông này, nhiều người Hán đã di cư xuống phía nam càng tăng cường thêm việc đồng hóa người Miêu thành người Hán.

### Thời nhà Đường
Vào thời kỳ nhà Đường, người Miêu đã không còn là bộ tộc người chính không phải gốc Hán, ngoại trừ tại khu vực tỉnh Vân Nam ngày nay, ở đó 6 chiếu (詔 có nghĩa là "vương quốc") của người Miêu. Vương quốc nằm phía nam nhất là Mông Xá Chiếu (蒙舍詔) hay Nam Chiếu thống nhất cả sáu chiếu để thành lập quốc gia độc lập vào đầu thế kỷ VIII với sự hỗ trợ từ phía nhà Đường. Tước hiệu của người đứng đầu nhà nước này là Nam Chiếu Vương (南詔王), có nghĩa là Vua của Nam Chiếu. Lo ngại về sự đe dọa ngày càng tăng từ phía Thổ Phồn (ngày nay là Tây Tạng) đã thúc đẩy triều đình Trung Quốc thiết lập một quan hệ hữu nghị với cả hai nước này. Nhà Đường cũng triển khai một khu vực quân sự, là Kiến Nam tiết sứ (劍南節度 Jiànnán Jiédǔ) nằm ở khu vực ngày nay là phía nam tỉnh Tứ Xuyên và giáp biên giới với Nam Chiếu.

#### Nam Chiếu

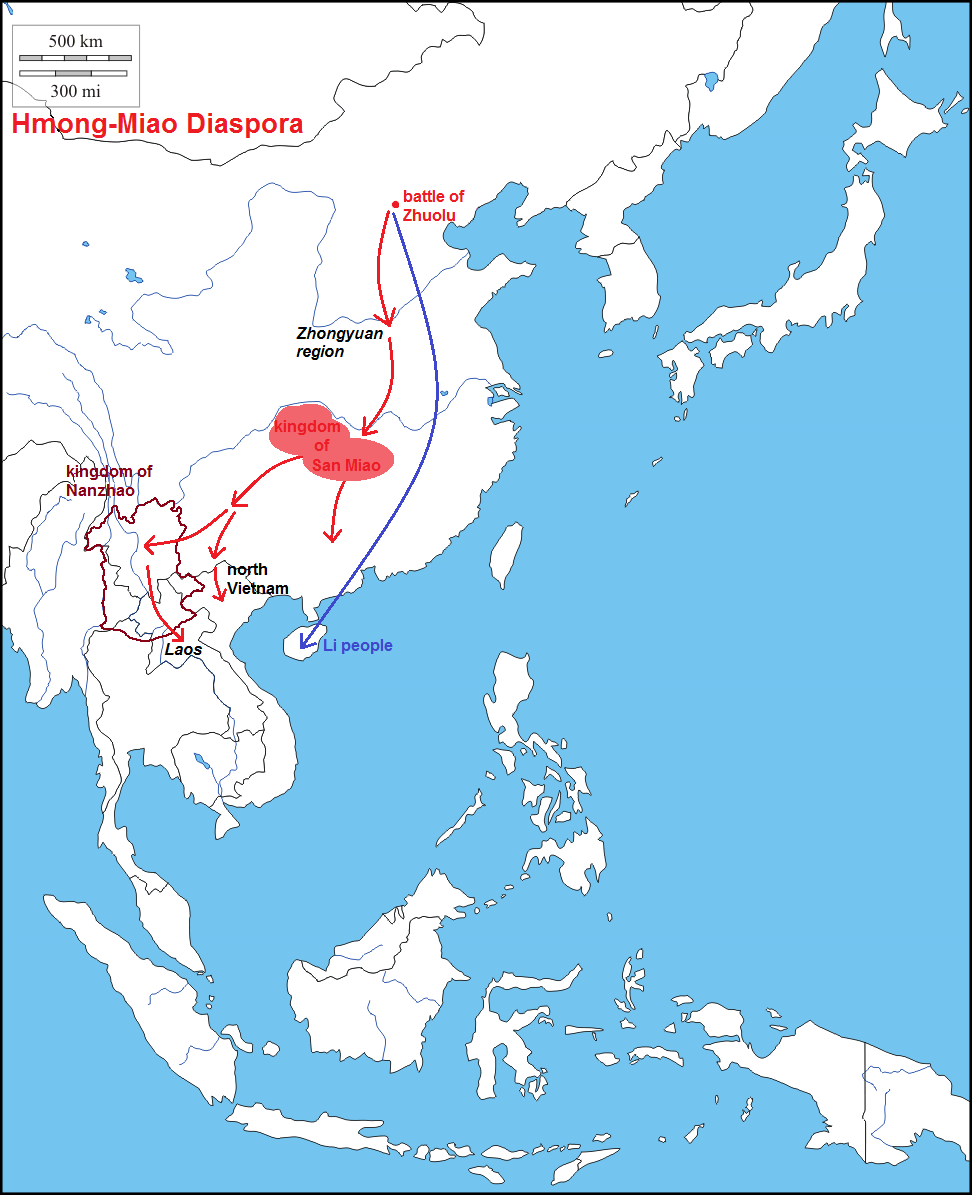
Cuộc di cư lịch sử của người Hmong.

Trong khoảng vài chục năm hòa bình đầu tiên ở thế kỷ VIII, Nam Chiếu thường xuyên cống nộp thông qua người đứng đầu quân sự trong khu vực quân sự này, Kiến Nam tiết độ sứ (劍南節度使 Jiànnán Jiédǔshǐ), tới triều đình của người Hán. Khi nhà Đường suy yếu trong thời gian giữa thế kỷ VIII, khu này đã có nhiều quyền tự do hơn. Họ đã yêu cầu các bộ tộc sống ở Nam Chiếu phát triển lực lượng quân sự để chống lại nhà Đường. Những người cai trị Nam Chiếu là những người nói tiếng trong nhóm ngôn ngữ Tạng-Miến. Các thủ lĩnh quân sự Trung Hoa có những sự hăm dọa và yêu sách quá đáng. Tất cả những yêu sách quá đáng đó cũng như đồ cống nộp nặng nề đã làm nổ ra cuộc nổi loạn của người Nam Chiếu trong niên biểu Thiên Bảo (742-756) của Đường Huyền Tông (hay Đường Minh Hoàng). Trước khi hành quân chống lại thủ lĩnh khu quân sự, vua Nam Chiếu đã cho khắc lý do của việc nổi dậy vào đá. Nhà Đường lẽ ra có thể dễ dàng đánh bại quân Nam Chiếu nhưng sự tranh giành quyền lực trong các chỉ huy quân sự của khu này đã giúp cho quân Nam Chiếu tiến sâu vào lãnh thổ nhà Đường, gần như đã tới Thành Đô, thủ phủ của khu Kiến Nam. Việc bổ nhiệm các chức vụ cầm quyền bất tài cũng là một yếu tố. Nổi tiếng nhất là trường hợp của Dương Quốc Trung, anh trai của Dương Quý Phi (thiếp yêu của vua Đường). Mặc dù cuối cùng thì cuộc nổi loạn đã bị dẹp tan, nhưng nhà Đường cũng đã hoang phí những nguồn lực quý báu lẽ ra có thể sử dụng để bảo vệ biên giới phía bắc, điều đã dẫn tới cuộc nổi loạn của An Lộc Sơn gây ra nhiều thảm họa hơn.
Trong những năm sau đó, Nam Chiếu luôn có ưu thế trong quan hệ với nhà Đường và Thổ Phồn do cả hai nước này đều muốn liên minh với họ để cô lập kẻ thù của mình. Nam Chiếu đã tận dụng được cơ hội này và nhanh chóng phát triển thành một thế lực ở khu vực đông nam châu Á. Trong thời kỳ đỉnh cao của nó, các phần phía bắc của Việt Nam, Lào, Thái Lan và Miến Điện, Quảng Tây và phần phía đông của Quảng Đông, tây nam của Tứ Xuyên, Quý Châu và toàn bộ tỉnh Vân Nam ngày nay đều nằm dưới sự kiểm soát của họ. Thành Đô và Đại La (Hà Nội ngày nay) đều bị cướp phá hai lần.
Nam Chiếu dưới ảnh hưởng của nhà Đường trong các thế kỷ VIII-IX đã dần dần chấp nhận văn hóa Trung Hoa cũng như trong thời gian đó đã xuất hiện mâu thuẫn nội bộ giữa các thị tộc đối địch. Cuối cùng họ Đoàn (段 duan) đã thắng và thành lập Vương quốc Đại Lý. Trong thời nhà Đường và nhà Tống (960-1279) thuật ngữ "nam man" (南蠻 Nánmán, có nghĩa là "những kẻ man di phương nam không phải người Hán") đã được sử dụng. Tuy nhiên, tên gọi "miêu" vẫn được dùng để miêu tả một số dân tộc ở phương nam trong các sách của Phàn Xước (Fan Chuo) về các bộ tộc miền nam là Manshu (tức Man thư - viết năm 862).

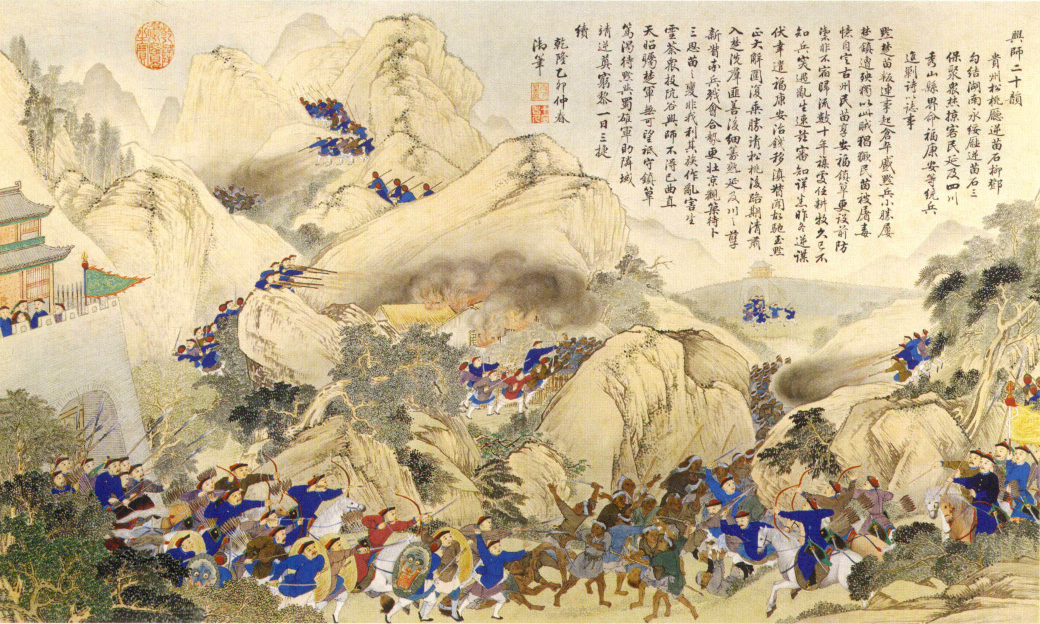
Quân Thanh chiến đấu với quân nổi dậy người Miêu tại Hồ Nam năm 1795.

### Thờinhà Minhvànhà Thanh
Trong thời nhà Minh và nhà Thanh (1368-1911) "miao" và "man" (mán) đã được sử dụng đồng thời, từ thứ hai có lẽ là để gọi dân tộc Dao (傜 Yáo). Chính sách "dùng người man quản lý người man" (yiyi zhiyi) đã được thực thi. Về mặt chính trị và quân sự thì người Miêu vẫn tiếp tục là viên sỏi trong chiếc giày của đế chế Trung Hoa. Người Miêu đã có nhiều trận chiến chống lại người Hán. Người Hán đã sử dụng các biện pháp chính trị để lừa gạt người Miêu, họ tạo ra nhiều chức vụ với quyền lực thực sự cho người Miêu để lôi cuốn và đồng hóa người Miêu vào hệ thống chính quyền Trung Hoa. Trong thời nhà Minh và Thanh, các chức vụ chính thức như Kaitong (cai tổng) đã được tạo ra tại khu vực Đông Dương. Người Hmông có thể tham gia vào các chức vụ này cho đến những năm thập niên 1900, khi họ phải tham dự vào hệ thống chính trị thuộc địa của Pháp tại Đông Dương.

## Dân số và địa bàn cư trú
Người Hmông sống chủ yếu ở Trung Quốc, Việt Nam, Lào, Myanma cũng như các quốc gia khác. Có khoảng 124.000 người sống ở Thái Lan, ở đây họ là một trong số 6 dân tộc chính sinh sống trên núi.
Sau năm 1975 cộng đồng người Hmông di cư sang sinh sống ở các nước như Mỹ, Pháp, Úc con số lên tới hàng 100.000 người (chủ yếu di cư từ Lào).

### Người Miêu ở Trung Quốc
Lưu ý: Khu vực người Miêu ở tỉnh Tứ Xuyên đã trở thành một phần của thành phố trực thuộc trung ương Trùng Khánh mới thành lập năm 1997.
Trung Quốc có số lượng người Miêu đông đảo hơn cả với hơn 7 triệu người (số liệu thống kê 1990) phân bố ở các tỉnh Quý Châu, Hồ Nam, Vân Nam, Tứ Xuyên, Quảng Tây, Hải Nam và Hồ Bắc. Trong 56 dân tộc ở Trung Quốc, dân tộc Hmông (Miêu) chỉ đứng sau các dân tộc Hán, Choang, Mãn, Hồi. Vào năm 1990, có 3.600.000 người Miêu, khoảng một nửa số người Miêu Trung Quốc sống tại Quý Châu. Người Miêu Quý Châu và những người sống ở sáu tỉnh sau chiếm trên 98% người Miêu Trung Quốc:
- Hồ Nam: 1.550.000
- Vân Nam: 890.000
- Tứ Xuyên: 530.000
- Quảng Tây: 420.000
- Hồ Bắc: 200.000
- Hải Nam: 50.000

Trong các tỉnh trên, có 6 khu tự trị của người Miêu (chia sẻ một cách chính thức cùng với các dân tộc thiểu số khác):
- Khu tự trị Kiềm Đông Nam người Miêu và Đồng (黔东南 Qiándōngnán), Quý Châu
- Khu tự trị Kiềm Nam người Bố Y và Miêu (黔南 Qiánnán), Quý Châu
- Khu tự trị Kiềm Tây Nam người Bố Y và Miêu (黔西南 Qiánxīnán), Quý Châu
- Khu tự trị Tương Tây người Thổ Gia và Miêu (湘西 Xiāngxī), Hồ Nam
- Khu tự trị Văn Sơn người Choang và Miêu (文山 Wénshān), Vân Nam
- Khu tự trị Ân Thi người Thổ Gia và Miêu, Hồ Bắc

Ngoài ra còn có thêm 23 huyện tự trị của người Miêu:
- Hồ Nam: Ma Dương (麻阳 Máyáng), Tĩnh Châu (靖州 Jīngzhōu) và Thành Bộ (城步 Chéngbù)
- Quý Châu: Tùng Đào (松桃 Sōngtáo), Ấn Giang (印江 Yìnjiāng), Vụ Xuyên (务川 Wùchuān), Đạo Chân (道真 Dǎozhēn), Trấn Ninh (镇宁 Zhènníng), Tử Vân (紫云 Zǐyún), Quan Lĩnh (关岭 Guānlíng) và Uy Ninh (威宁 Wēiníng)
- Vân Nam: Bình Biên (屏边 Píngbiān), Kim Bình (金平 Jīnpíng) và Lộc Khuyến (禄劝 Lùquàn)
- Tứ Xuyên: Tú Sơn (秀山 Xiùshān), Dậu Dương (酉阳 Yǒuyáng), Kiềm Giang (黔江 Qiánjiāng) và Bành Thủy (彭水 Péngshuǐ)
- Quảng Tây: Dung Thủy (融水 Róngshuǐ), Long Thắng (龙胜 Lóngshēng) và Long Lâm (隆林 Lōnglín)
- Hải Nam: Quỳnh Trung (琼中 Qióngzhōng) và Bảo Đình (保亭 Bǎotíng)

Phần lớn người Miêu sinh sống trên các dãy núi hay ngọn đồi, chẳng hạn
- Núi Vũ Lăng (武陵 Wǔlíng) cạnh sông Tương Kiềm (湘黔川边的武陵山 Xiāngqián Chuān Biān Dí Wǔlíng Shān)
- Núi Miêu (苗岭 Miáo Líng), Kiềm Đông Nam
- Núi Nguyệt Lượng (月亮山 Yuèliàng Shān), Kiềm Đông Nam
- Đại Tiểu Ma Sơn (大小麻山 Dà Xiǎo Má Shān), Kiềm Nam
- Đại Miêu Sơn (大苗山 Dà Miáo Shān), Quảng Tây
- Núi Ô Mông cạnh sông Điền Kiềm (滇黔川边的乌蒙山 Tiánqián Chuān Biān Dí Wūmēng Shān)

Vài nghìn người Miêu đã rời bỏ quê hương để chuyển sang sinh sống ở các thành phố lớn như Quảng Châu hay Bắc Kinh.

### Người Hmông ở Lào
Người Hmông di cư đến Lào là một phần của cuộc di cư đến bắc phần bán đảo Đông Dương, diễn ra cỡ 300 năm trước 

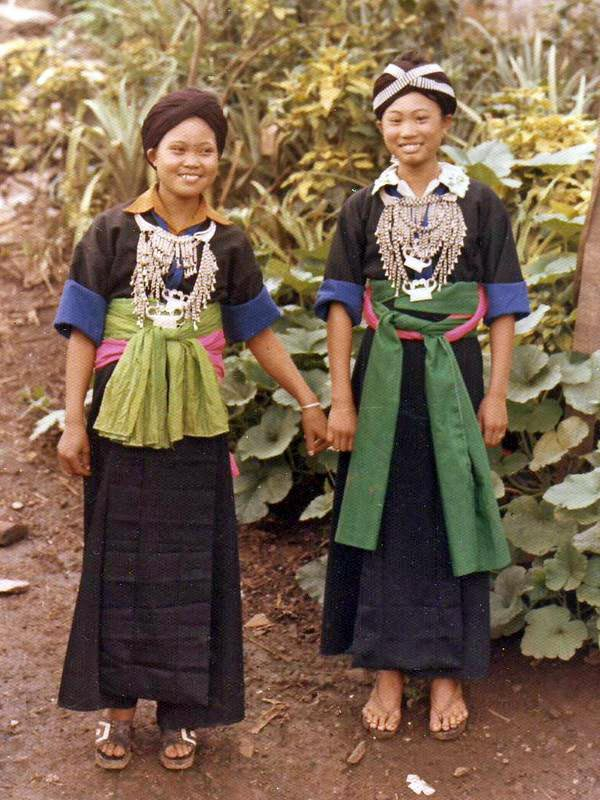
Người Hmông ở Long Tieng, 1973
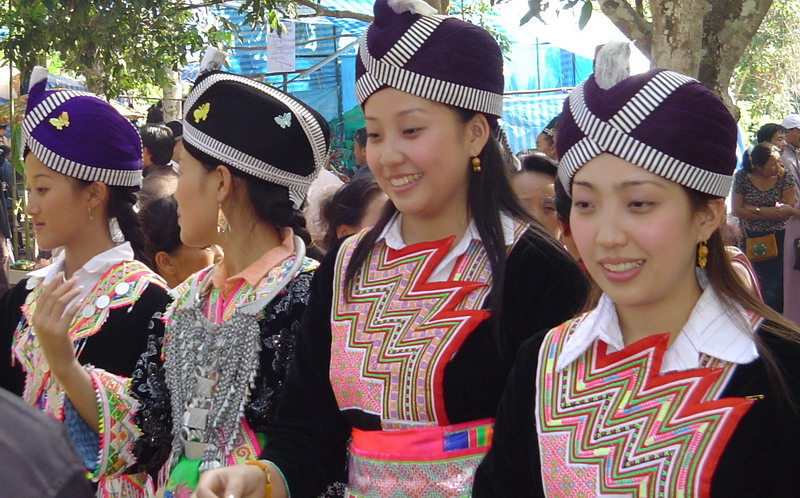
Thanh nữ Hmông đón tết, 2005
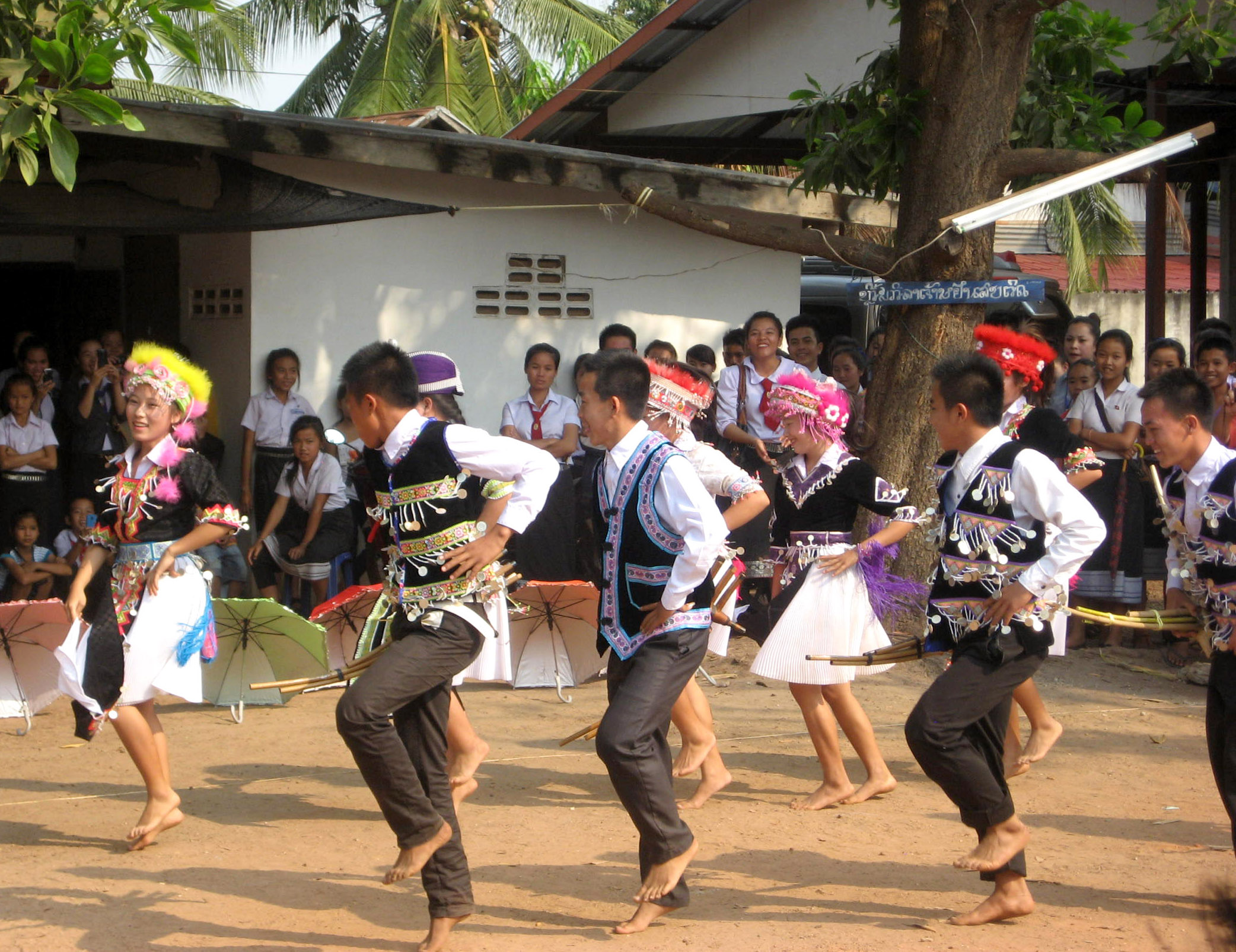
Học sinh Hmông múa, 2013

Trong năm 1960, nhiều người Hmông tại Lào được Cục Tình báo Trung ương Hoa Kỳ (CIA) tuyển dụng như là một phần của kế hoạch để chiến đấu và bảo vệ Lào chống lại quân đội Nhân dân Việt Nam của Việt Nam Dân chủ Cộng hòa có số lượng đông và kỷ luật chặt chẽ hơn so với những người cộng sản của phong trào Pathet Lào tại nước này. Trên thực tế, quân đội Hoàng gia Lào và quân của Pathet Lào chỉ tham gia có giới hạn trong các cuộc giao tranh. Phần lớn các cuộc chiến diễn ra giữa người Hmông có sự hậu thuẫn của CIA với quân đội Nhân dân Việt Nam. Một đội quân tương đương về số lượng người Hmông cũng đã được Pathet Lào tuyển dụng để chống lại chính quyền hoàng gia Lào và CIA.
Tướng Vàng Pao là một thủ lĩnh người Hmông được CIA nâng đỡ để chỉ huy Quân khu II ở miền bắc (MR2) chống lại sự xâm nhập của quân đội Nhân dân Việt Nam. Chỉ huy sở của Vàng Pao nằm ở Long Chẹng, còn được biết trong tiếng Anh như là Lima Site 20 Alternate (LS 20A). Do các hoạt động quân sự tích cực ở đây, Long Chẹng đã trở thành thành phố lớn thứ hai tại Lào, với dân số lên tới 40.000 người. Long Chẹng khi đó có thể coi như là một tiểu quốc gia do nó có hệ thống ngân hàng, sân bay, trường học, quân đội, viên chức riêng cũng như nhiều cơ sở hạ tầng và dịch vụ khác nữa. Trước khi kết thúc cuộc chiến bí mật, Long Chẹng nằm trong tầm kiểm soát của Vàng Pao.
Cuộc chiến bí mật đã diễn ra trùng với thời gian mà Mỹ chính thức tham gia vào chiến tranh Việt Nam. Cuối cùng khi Mỹ rút khỏi Việt Nam thì tướng Vàng Pao cũng di tản sang Thái Lan. Nhiều người đã hỗ trợ Mỹ trong cuộc chiến bí mật đã cảm thấy không an toàn trong môi trường mới. Khoảng 300.000 người Hmông đã chạy sang Thái Lan, tạo ra các trại tị nạn. Đối với những người Hmông còn ở lại thì các cuộc chiến dữ dội vẫn còn tiếp diễn dưới sự chỉ huy của nhóm ChaoFa . Nhóm này có tham vọng lớn, bao gồm cả việc thiết lập một quốc gia có chủ quyền cho người Hmông. Họ đăng ký là thành viên của Tổ chức Nhân dân và Quốc gia chưa được đại diện UNPO. Tuy nhiên, do không có sự hỗ trợ về tài chính và quân đội, ChaoFa đã phải từ bỏ tham vọng của mình.
Trong những năm 1990, Liên Hợp Quốc, với sự hỗ trợ từ phía chính quyền Clinton, bắt đầu công việc đưa người Hmông tị nạn trở lại Lào một cách bắt buộc. Việc đưa người Hmông tị nạn trở lại Lào đã bị chống đối ác liệt từ phía những người Mỹ bảo thủ và những người hoạt động nhân quyền. Năm 1995, tạp chí National Review có bài báo, ví dụ của Michael Johns cho rằng quyết định này là một sự "phản bội".
Áp lực lên chính quyền Clinton đã làm thay đổi chính sách hồi hương của họ, là một thắng lợi chính trị đáng kể của người Hmông, phần lớn người Hmông tị nạn cuối cùng đã được định cư ở các nước khác, nhiều người trong số họ đã đến Mỹ. Cuộc định cư lớn cuối cùng khoảng 15.000 người Hmông từ trại Wat Tham Krabok diễn ra năm 2004.
Dẫu vậy một số nhóm vẫn tiếp tục hoạt động chống đối, trong đó có nhóm Thào A Sỉ dẫn đầu lập ra "Nhà nước Hmông" ở Muang Vangvieng tỉnh Viêng Chăn, Lào, trong đó chiêu mộ cả một số người Hmông Việt Nam. Năm 2015 có đến gần hai chục người Hmông Việt bị bắt giữ, bị chết trong tập luyện hoặc bị quân đội Lào tiêu diệt.

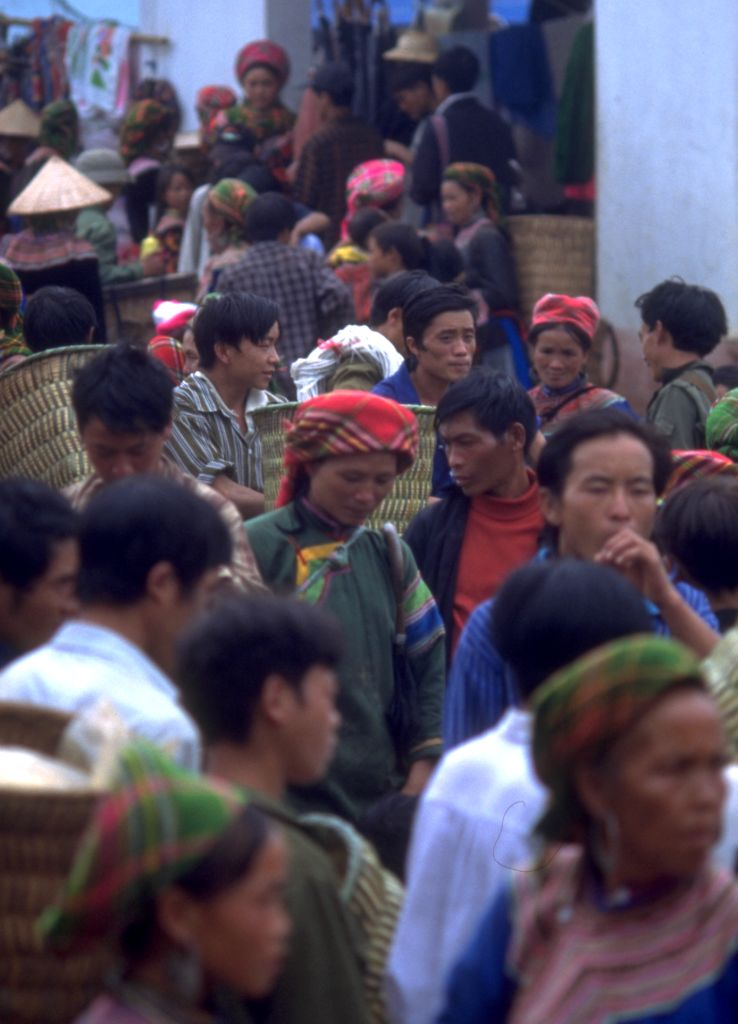
Trong những năm 1990, nhiều người Hmông hoa đã chuyển từ quần áo truyền thống sặc sỡ sang quần áo kiểu Âu hóa

### Người Hmông ở Việt Nam
Nằm trong một quốc gia đa dân tộc, dân tộc Hmông được coi là một thành viên quan trọng trong cộng đồng các dân tộc ở Việt Nam . Dân tộc Hmông cư trú thường ở độ cao từ 800 đến 1500 m so với mực nước biển gồm hầu hết các tỉnh miền núi phía Bắc trong một địa bàn khá rộng lớn, dọc theo biên giới Việt - Trung và Việt - Lào từ Lạng Sơn đến Nghệ An, trong đó tập trung chủ yếu ở các tỉnh thuộc Đông và Tây bắc Việt Nam như: Hà Giang, Lào Cai, Lai Châu, Sơn La... Do tập quán du cư nên một số người Hmông trong những năm 1980, 1990 đã di dân vào tận Tây Nguyên, sống rải rác ở một số nơi thuộc Gia Lai và Kon Tum.
Theo Tổng điều tra dân số và nhà ở năm 2019, người Hmông ở Việt Nam có dân số 1.393.547 người, đứng hàng thứ 6 trong bảng danh sách các dân tộc ở Việt Nam, cư trú tại 62 trên tổng số 63 tỉnh, thành phố,tập trung tại:
- Hà Giang (292.677 người, chiếm 31,9% dân số toàn tỉnh và 21,7% tổng số người Hmông tại Việt Nam), sinh sống tại hầu hết các huyện của tỉnh với hai nhóm chính là Hmông trắng và Hmông hoa, cư trú xen kẽ với các dân tộc khác.
- Điện Biên (228.279 người, chiếm 34,8% dân số toàn tỉnh và 16,0% tổng số người H'Mông tại Việt Nam), tập trung nhiều nhất là ở Tủa Chùa, Điện Biên, Điện Biên Đông, Mường Chà, Tuần Giáo, Mường Nhé và Nậm Pồ. Có các nhóm như người Hmông Trắng sống rải rác ở các vùng Tủa Chùa, Tuần Giáo, Mường Chà, người Hmông Đỏ ở Mường Chà, người Hmông Đen tập trung đông ở khu vực Tủa Chùa.
- Sơn La (200.480 người, chiếm 14,6% dân số toàn tỉnh và 14,7% tổng số người Hmông tại Việt Nam), sống rải rác ở các xã vùng cao của tỉnh.
- Lào Cai (183.172 người, chiếm 23,8% dân số toàn tỉnh, 13,7% tổng số người Hmông tại Việt Nam), có các nhóm như Hmông Hoa tại Bắc Hà, Hmông Đen tại Sa Pa, Hmông Trắng tại Bát Xát, người Hmông Xanh tại vùng núi Nậm Tu, xã Nậm Xé, huyện Văn Bàn.
- Lai Châu (110.323 người), có nhóm Hmông Trắng đông nhất chiếm 60%, tập trung ở các huyện Mường Tè, Sìn Hồ, Phong Thổ, Than Uyên. Nhóm Hmông Hoa cư trú ở các huyện Tam Đường, Tân Uyên. Nhóm Hmông Đen cư trú ở các huyện Sìn Hồ, Phong Thổ. Nhóm Hmông Đỏ sinh sống trên địa bàn các xã Dào San, Tung Qua Lìn, huyện Phong Thổ. Nhóm Hmông Xanh sinh sống ở bản Ma Sang, xã Nậm Pì, huyện Nậm Nhùn.
- Yên Bái (107.049 người), tập trung chủ yếu ở các huyện: Huyện Mù Căng Chải (57,179 người), Huyện Văn Chấn (13,353) và các miền núi huyện Văn Yên, Trấn Yên. Chủ yếu là người Hmông Hoa và Hmông Đỏ.
- Cao Bằng (61.579 người) tập trung ở các huyện Bảo Lạc, Bảo Lâm.
- Đắk Lắk (39.241 người), di cư sau 1975.
- Đắk Nông (34.976 người), di cư sau 1975.
- Nghệ An (33.957 người), tập trung tại các huyện Kỳ Sơn, Tương Dương, Quế Phong.
- Bắc Kạn (22.608 người), tập trung tại huyện Pác Nặm.
- Tuyên Quang (21.310 người)
- Thanh Hóa (18.585 người)[26], chủ yếu ở 6 xã miền núi của 3 huyện Quan Hoá, Quan Sơn và Mường Lát.
- Thái Nguyên (10.822 người)

Trên thực tế cho thấy các cư dân Hmông ở Việt Nam vẫn có quan hệ với các cư dân đồng tộc ở các nước khác, đặc biệt là những địa bàn sát biên giới giữa Việt Nam với Trung Quốc và Lào. Một bộ phận đáng kể người Hmông vẫn còn theo các lối sống truyền thống ở miền tây bắc Việt Nam. Với sự gia tăng của du lịch vào các khu vực này trong những năm 1990 đã giới thiệu cho nhiều người Hmông lối sống phương Tây, và trang phục truyền thống của người Hmông đang dần dần biến mất.
Đợt di cư đầu tiên của người Hmong đến Đông Dương có thể trong thế kỷ XVI, đặc biệt tại Bắc Kỳ. Nhưng không có các nhân chứng hay tài liệu viết nào từ miền bắc Đông Dương xác nhận sự hiện diện của họ trước cuối thế kỷ thứ 18. Trong nửa sau thế kỷ 19, đông đảo người Hmong di cư từ Tứ Xuyên, Quý Châu và Vân Nam vào Đông Dương và tiến xa xuống phía nam đến tận vĩ tuyến thứ 17 gần vùng Tak tại Thái Lan. Hmông là tên tự gọi có nghĩa là người (Hmông). Còn các dân tộc khác còn gọi dân tộc này với các tên Miêu, Mèo. Căn cứ vào đặc điểm về dân tộc học và ngôn ngữ học, người ta chia tộc Hmông ra làm các ngành: Hmông Trắng (Hmoob Dawb / Hmôngz Đơưz), Hmông Hoa (Hmoob Sib / Hmôngz Siz), Hmông Đỏ (Hmoob Lees / Hmông Lênhs), Hmông Đen (Hmoob Dub / Hmôngz Đuz), Hmông Xanh (Hmoob Ntsuab / Hmôngz Ntsuôz), Na Miểu (Mèo nước). Người Pà Thẻn ở phía Nam tỉnh Hà Giang nói tiếng Pà Thẻn (là một ngôn ngữ riêng biệt thuộc ngữ tộc Hmông) và được Chính phủ Việt Nam xếp là dân tộc riêng. 

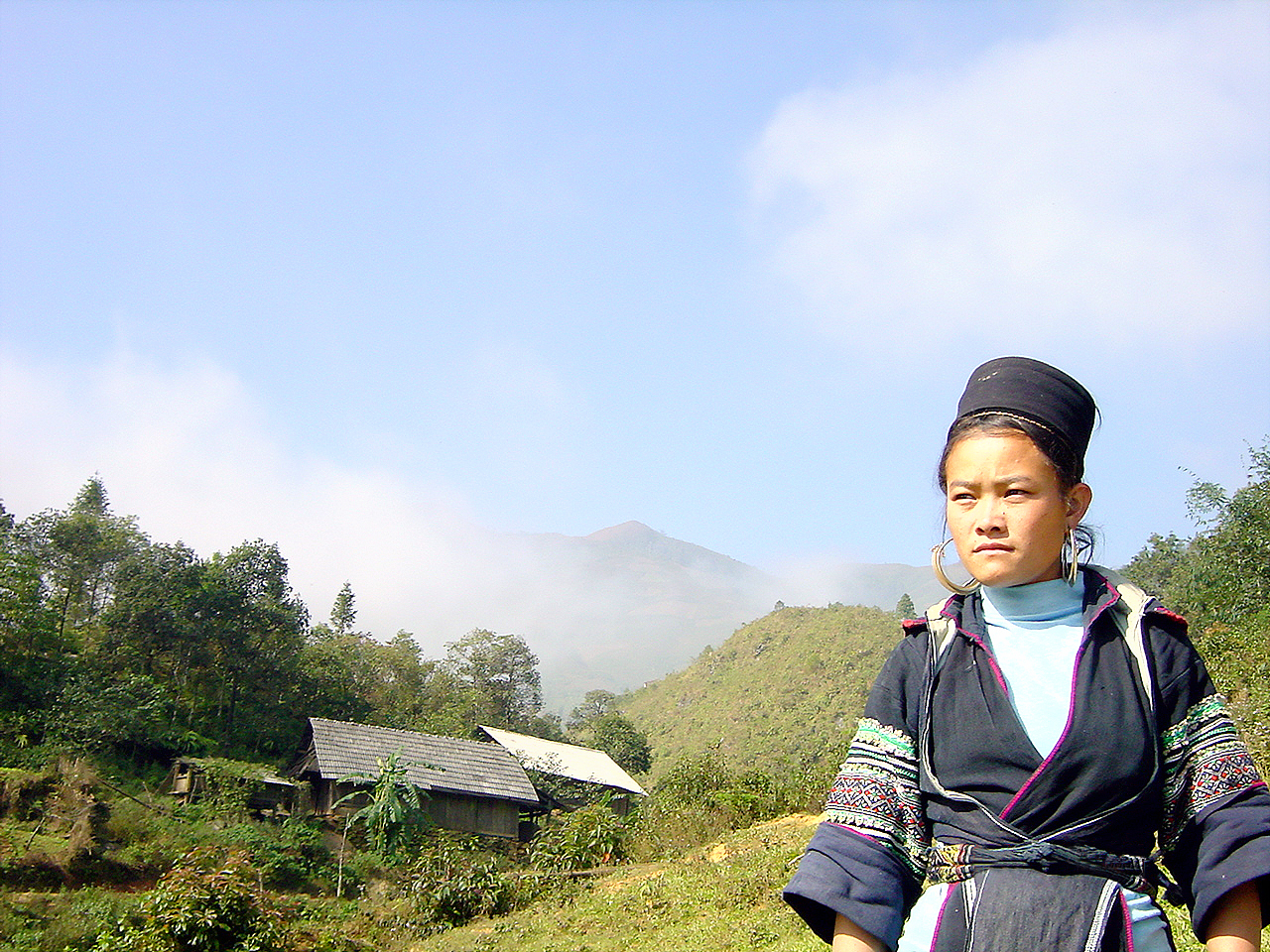
Phụ nữ Hmông ở Tả Phìn
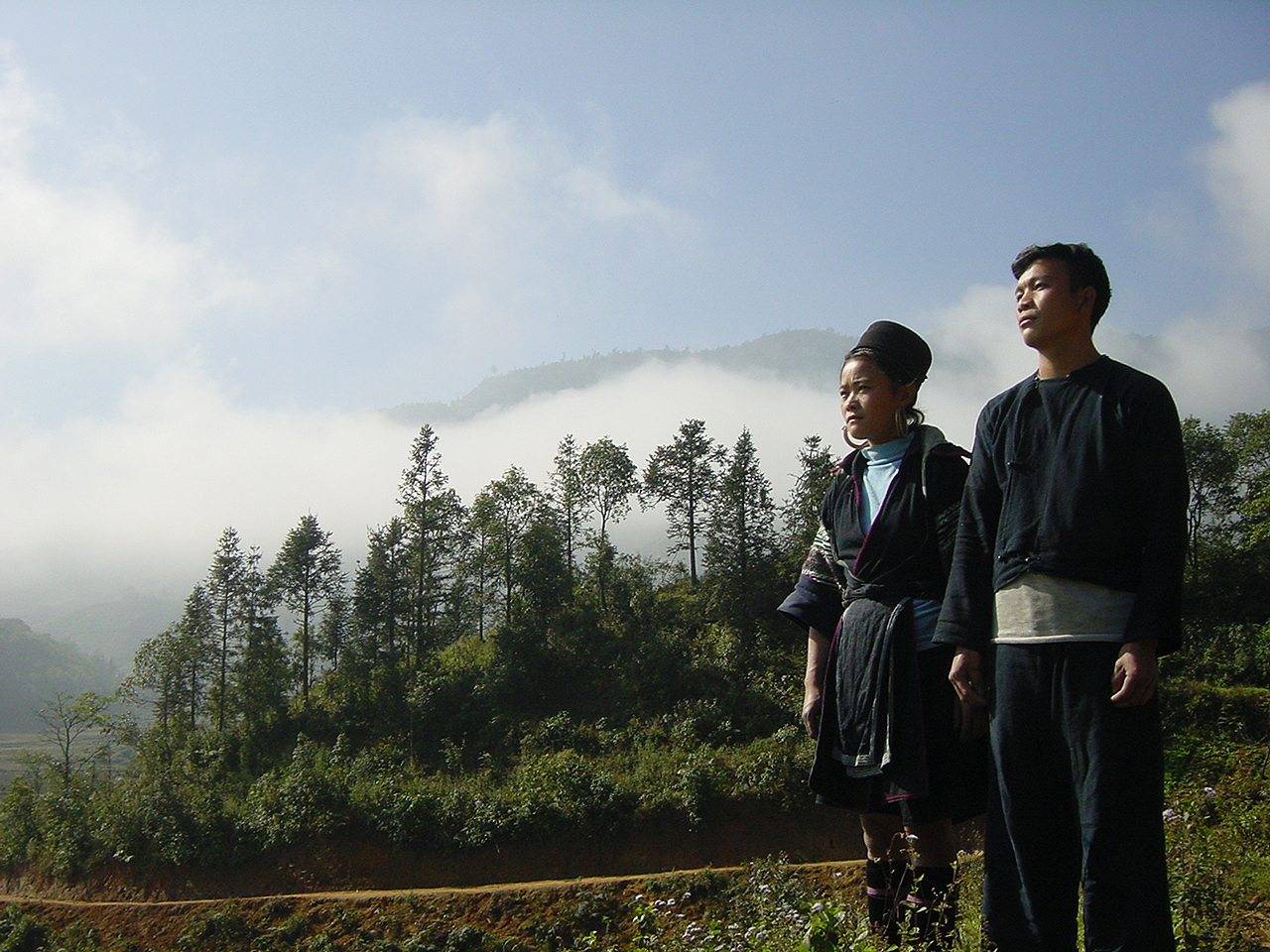
Người Hmông ở Tả Phìn
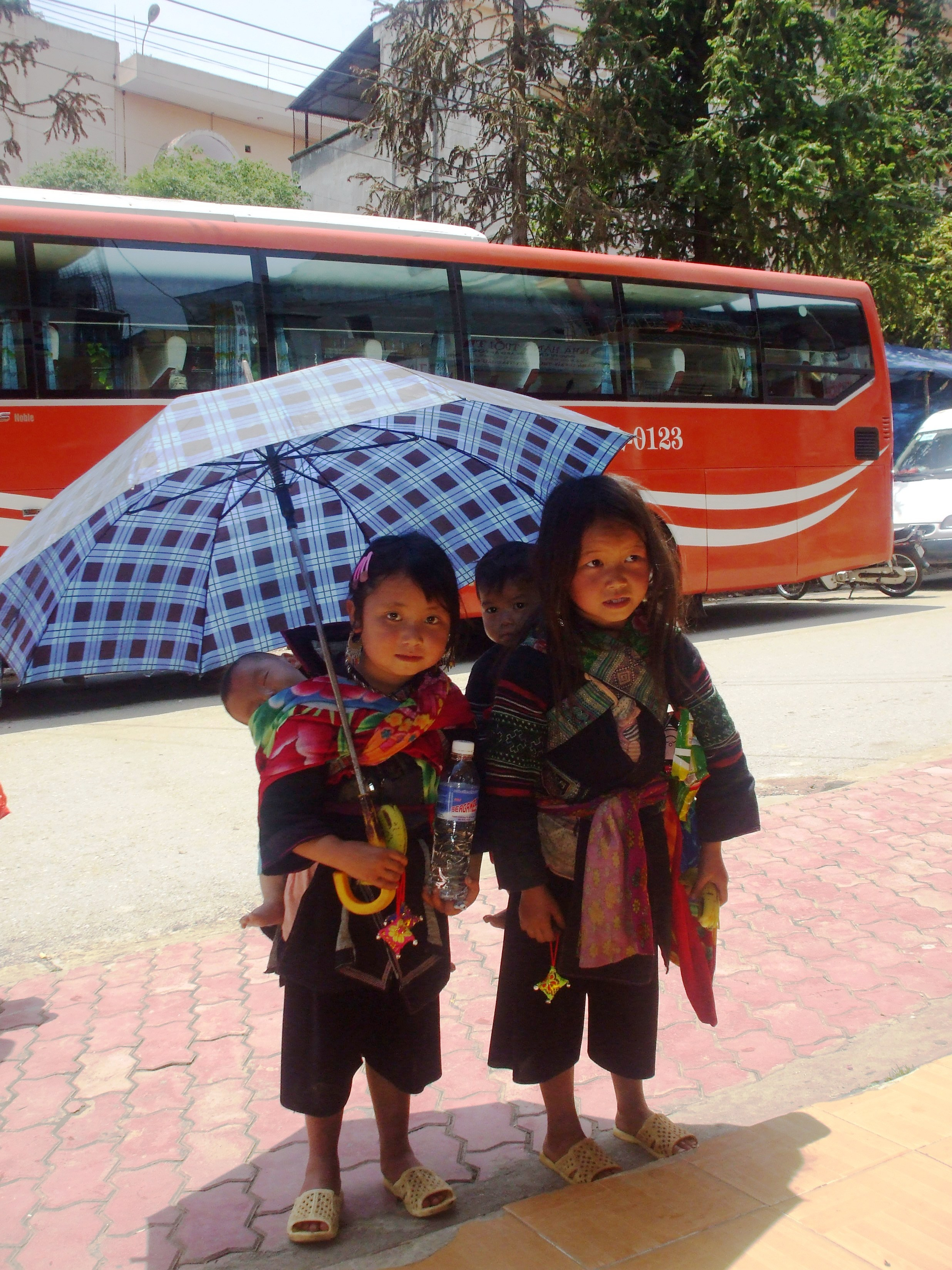
Trẻ em ở Sa Pa

### Người Hmông ở Mỹ
Tại Hoa Kỳ, nhiều người Hmông là những người tị nạn từ Việt Nam và Lào cũng như ra đi sau chiến tranh Việt Nam tới Mỹ. Bắt đầu vào năm 1976, những người Hmông tị nạn đầu tiên đã tới Mỹ, chủ yếu từ các trại tị nạn nằm trên đất Thái Lan.
Ngày nay, phần chủ yếu của người Hmông ở Mỹ (khoảng 270.000) sống ở California, Minnesota và Wisconsin. Fresno, Minneapolis-St. Paul, Madison và Milwaukee có mật độ tập trung cao của người Hmông.
Điều tra dân số Mỹ năm 2000 cho thấy chỉ có 40% người Hmông trên 24 tuổi đã từng học trung học. Khoảng 7% người Hmông có bằng cử nhân hoặc cao hơn. Tỷ lệ cao của thất học là do nhiều người Hmông chủ yếu có nguồn gốc là nông dân, họ ít có cơ hội tiếp thụ nền giáo dục tại Lào khi sinh sống trên núi đồi. Ngoài ra, khoảng 40% các gia đình Hmông nằm dưới mức nghèo khổ. Mặc dù họ vẫn là một trong số những dân tộc châu Á nghèo khổ nhất tại Mỹ, rất nhiều trẻ em thế hệ hai đã chiếm các vị trí cao trong nhiều trường học khi so sánh với các nhóm thiểu số thu nhập thấp khác. Trẻ em Mỹ gốc Hmông sinh ra tại Mỹ thông thường có nhiều cơ hội tiếp thu giáo dục hơn so với cha mẹ của chúng và vì thế có nhiều cơ hội kinh tế hơn so với cha mẹ chúng có thể có được ở Lào. Mặc dù người Hmông thông thường có xu hướng làm những công việc có thu nhập thấp, nhiều người trong số họ là rất chuyên nghiệp.
Tại nhiều thành phố lớn ở đó người Mỹ gốc Hmông sống và làm việc thì các bất hòa đã diễn ra giữa người Hmông và các nhóm thiểu số khác. Người Hmông thông thường là mục tiêu của sự phân biệt chủng tộc. Nhiều kẻ ngược đãi họ bào chữa cho hành động của mình là do người Hmông đã lấy mất công việc, trợ cấp và các dịch vụ khác của những người định cư lâu đời ở đó.
Mặc dù nhiều gia đình Hmông nói bằng ngôn ngữ không phải là tiếng Anh tại nhà họ, nhưng nhiều người Mỹ gốc Hmông đã nhanh chóng thích nghi với xã hội Mỹ và rất nhiều người trẻ tuổi đã đánh mất các bản sắc văn hóa truyền thống của mình rất nhanh. Vì điều này, cộng đồng Hmông đã thành lập hiệp hội và phương tiện thông tin riêng để cổ vũ người Hmông giữ gìn văn hóa và ngôn ngữ của họ.

## Văn hóa

### Tại Trung Quốc

#### Thờ phụng tổ tiên
Dân tộc Miêu sừng dài (Long-horn Miao) sinh sống tại làng Suojia, thành phố Lục Bàn Thủy, tỉnh Quý Châu hiện đang còn lưu giữ tập tục kỳ lạ này. Phụ nữ Miêu sừng dài có tục lệ mỗi khi chải đầu sẽ giữ lại các sợi tóc rụng, làm một chiếc mũ từ tóc của mẹ, bà ngoại, cụ, thậm chí tổ tiên của họ. Đó là cách để họ tưởng nhớ, thể hiện lòng tôn kính tổ tiên.
Phong tục này bắt nguồn từ việc đội sừng bò, vì ngày xưa bò là con vật linh thiêng đối với người Miêu. Sau đó, để trang trí và thể hiện lòng tôn kính với tổ tiên, người Miêu đã tạo ra chiếc mũ đặc biệt này.
Những sợi tóc được nhuộm và giữ gìn để luôn sáng bóng. Người mẹ sẽ trao cho con gái chiếc mũ khi cô con gái lấy chồng.

#### Trang phục
Phụ nữ Miêu thường dùng trang sức bạc. Kim loại này chiếm vị trí rất quan trọng trong đời sống, tinh thần của người Miêu. Từ thời xưa, người Miêu đã biết dùng bạc để thử độc trong đồ ăn, thức uống hoặc dùng chúng để cạo gió, làm lễ vật trong các sự kiện lớn. Thông thường, trang phục của người Miêu được làm từ vải dệt thô và sau đó được nhuộm hoặc thêu các hoa văn truyền thống. Tuy nhiên người Miêu ở Phượng Hoàng Cổ Trấn có phong cách ăn mặc theo kiểu vùng Tương Tây nên có những đặc điểm khác hẳn so với người Miêu ở các vùng khác như vùng Đông Nam hay Vân Quý tại Trung Quốc.
Tập tục búi tóc thành những búi khổng lồ không còn được duy trì ở đây nữa. Ngày nay, các cô gái người Miêu ở Phượng hoàng thường mặc áo ngắn cổ tròn rộng với vai áo được thêu đơn giản, quần ống loe với viền thêu, đeo băng đô ngang trán thêu hoa và viền bằng bạc. Đàn ông người Miêu ở đây lại mặc áo có vạt giống với người Mãn Chu và có hình thêu.
Tạp dề là một phần rất quan trọng trong trang phục của các cô gái người Miêu tại Phượng Hoàng Cổ Trấn. Nữ giới ở đây chuộng tạp dề eo cao để có thể giúp họ tránh làm bẩn quần áo khi lao động. Các loại tạp dề tinh xảo hơn được mặc trong các dịp lễ quan trọng, khi đón tiếp khách hoặc khi tới thăm nhà người khác, chủ yếu để khoe được tài nữ công trong việc thêu thùa của người mặc.
Vải vóc may quần áo thường có màu xanh lá đậm hoặc màu xanh lam và được thêu lên bằng chỉ nhiều màu như đỏ, cam, vàng, trắng và tím. Có tới hơn 40 loại hình mẫu thêu cơ bản trên trang phục của người Miêu, một sống hình nổi bật nhất trong đó bao gồm: hoa Xà Bì hồng, hoa mào gà, hoa đào, hoa tre, bốn đóa hoa đỏ nhỏ,...

#### Ẩm thực
Món ăn truyền thống không thể thiếu đối với người dân tộc Miêu ở Phượng Hoàng đó là dưa muối, các loại rau củ như củ cải, bắp cải sẽ được rửa sạch và phơi khô dưới ánh nắng, khi rau củ đã khô sẽ được đem đi muối với nước cơm và ủ men chua, sau một ngày có thể dùng được. Các loại dưa muối thường được nấu thành súp, người ta thường nấu súp với dưa muối và đậu phụ, cho thêm ớt đỏ để tăng độ hấp dẫn về thị giác cho thực khách. Thưởng thức một bát súp dưa muối đậu phụ vào ngày đông lạnh giá bạn sẽ cảm thấy rất tuyệt đấy, vị mặn của dưa muối hòa quyện với vị cay của ớt và sự thanh mát của đậu phụ đem đến cho thực khách một hương vị khó quên.
Với vị trí địa lí ở khu vực vùng cao, điều kiện thời tiết khắc nghiệt đã hình thành cho người dân thói quen tích trữ lương thực, không chỉ tích trữ gạo, rau củ mà họ còn tích trữ cả thịt, cá. Và trong đó món cá trích là một món ăn vô cùng đặc sắc của người Miêu ở trấn Phượng Hoàng, những con cá trích tươi ngon được nuôi trong các ruộng lúa nước sau khi thu hoạch lúa, người Miêu sẽ bắt những chú cá trích về làm thành cá muối, đây là cách để người Miêu tích trữ đồ ăn được lâu mà không sợ bị hỏng.
Người Miêu có cách mời khách uống rượu rất đặc trưng. Du khách chỉ cần ngồi tại bàn, các cô gái Miêu sẽ tới hát và mời uống. Rượu được rót dần từ trên xuống đến khi nào khách không uống được nữa mới thôi. Đây là nét văn hoá lâu đời của người Miêu tại đây. Khách du lịch có thể trải nghiệm nếu đặt sớm với các chủ nhà hàng để họ chuẩn bị

#### Âm nhạc
Bên cạnh các nhạc cụ truyền thống, người Miêu Trung Quốc còn có Miêu kịch (tiếng Trung: 苗剧; bính âm: miáojù) - thể loại kịch dân gian song song với kinh kịch  của người Hán. Đây là thể loại kịch phong phú nhất trong số 19 thể loại kịch nói địa phương ở  tỉnh Hồ Nam; là một loại hình nghệ thuật dân tộc thiểu số mới sau khi nước Cộng hòa Nhân dân Trung Hoa được thành lập. Nó được sinh ra tại thị trấn Ma Lật Trường (麻栗场), huyện Hoa Viên  thuộc Châu tự trị dân tộc Thổ Gia, dân tộc Miêu Tương Tây phát triển từ năm 1954.

### Tại Việt Nam

#### Ẩm thực
Mèn mén, chế biến từ ngô hạt đem xay nhỏ, phải xay bằng cối đá và xay hai lần mới nhỏ mịn và khi đồ mới ngon. Đem bột ngô vẩy nước vào đảo đều với độ ẩm vừa phải, khi cầm nắm ngô bột không bị dính, cũng không bị bở ra là được. Tiếp đó cho vào chõ đồ lần 1, đến khi hơi bốc lên thơm thì đổ ra mẹt vẩy thêm một ít nước rồi đảo đều cho tơi ra, sau đó lại cho vào chõ đồ lần 2; khi có mùi thơm lừng bốc lên, khi đó mèn mén đã chín, bưng ra chỗ cao ráo để ăn trong cả ngày.

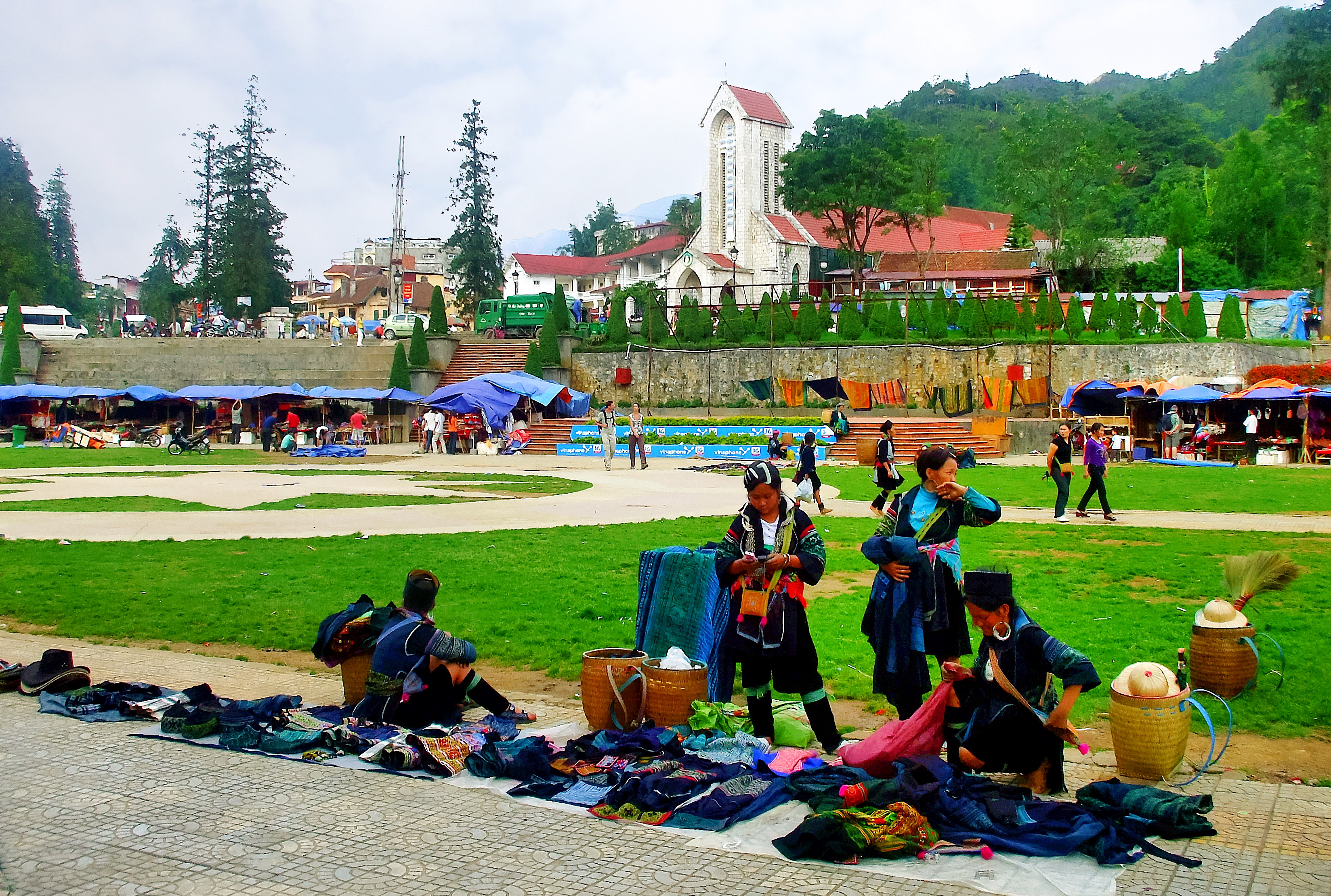
Phụ nữ Hmông đang bán hàng tại phường Sa Pa.
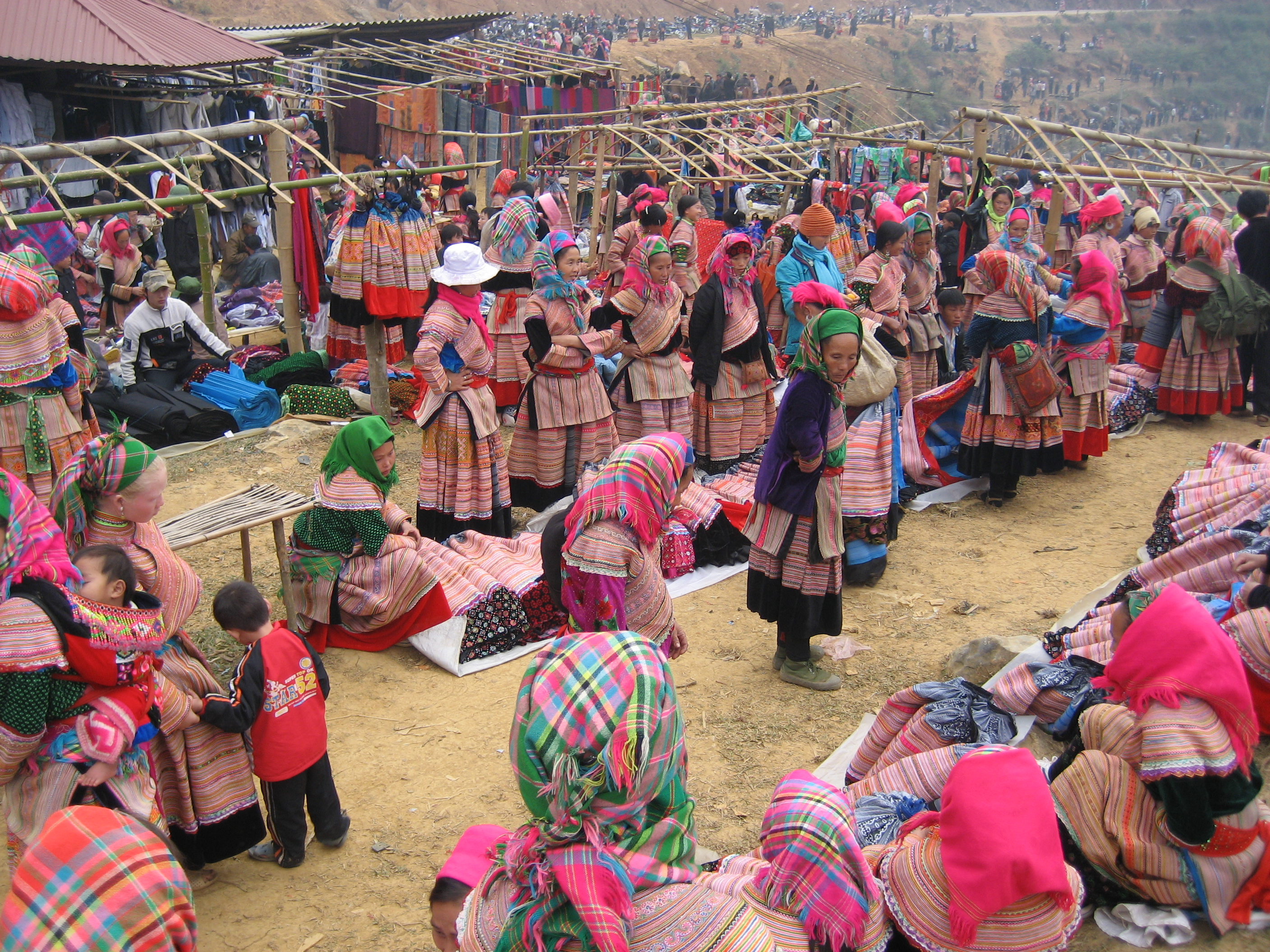
Chợ phiên của người Hmông tại Bắc Hà.
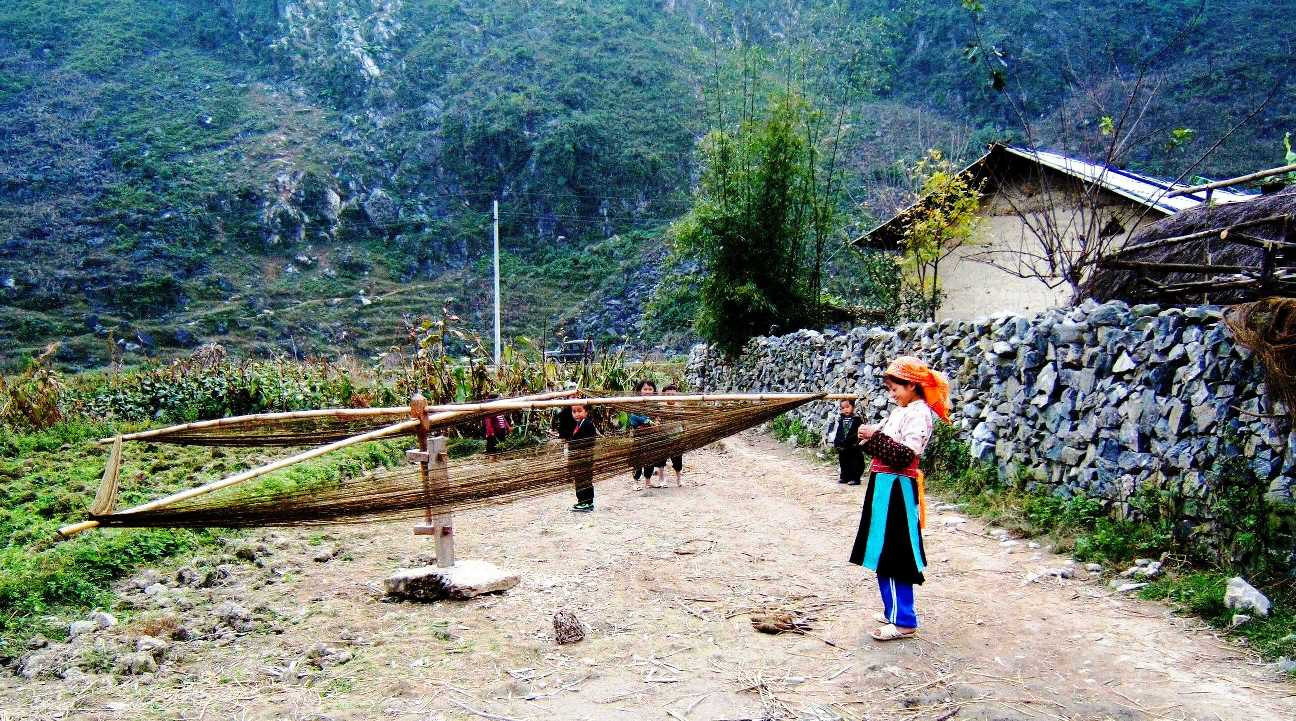
Thiếu nữ Hmông xe sợi chuẩn bị đồ cưới, xã Phố Cáo, Hà Giang.

#### Tục cưới hỏi
Trong hôn lễ của người Hmông, sau ba ngày đưa cô gái về nhà, người con trai phải cùng bố mẹ đẻ đem lễ vật gồm thịt lợn, thịt gà, rượu sang nhà gái để tạ ơn và làm vía thành hôn đồng ý cho hai người lấy nhau. Sau khi làm vía, người con trai phải cùng vợ ngủ lại nhà gái một đêm rồi sáng mai mới được về sớm. Hôn sự sau khi được gia đình hai bên chấp nhận rồi, xem như cưới được vợ và hai người có thể về chung sống với nhau đến lúc nào có điều kiện kinh tế khá giả thì mới tổ chức đám cưới, thậm chí có những đôi ở với nhau có con rồi cưới cũng chẳng sao.
Ngày nay thủ tục này có phần thay đổi theo hướng hiện đại, pha trộn giữa nghi thức "rót rượu" Phương Tây và nghi lễ truyền thống, tuy nhiên là một phần ít những hôn sự có cha mẹ hoặc cô dâu-chú rể làm việc tại các cơ quan công,...gia đình có điều kiện kinh tế. Tương tự như người Kinh gồm phần lễ tại gia và đãi tiệc nhà hàng.
Đặc biệt trong hôn lễ của người Hmong họ không cho phép cưới người cùng một họ, vì quan niệm cùng họ là cùng gia tiên máu mủ.

#### Đón Tết
Ăn tết, cúng tết, cúng tất niên của họ không cầu kỳ. Ngoài tết riêng thì người Hmông còn chuẩn bị nhiều đồ ăn, thức uống đón Tết cùng người Kinh. Trong đó không thể thiếu món truyền thống là thịt gác bếp, mèn mén, cải xanh, ớt nướng làm muối chấm trong bữa ăn.
Người Hmông ăn tết từ tháng chạp (theo lịch của người Hmông). Theo tục lệ thì:
- Từ ngày 25 tháng chạp là thời điểm mọi người đem lễ đến "trả ơn" cho thầy thuốc, thầy dạy khèn, thầy cúng để tỏ lòng biết ơn. Vì ngày thường thầy cúng dành thời gian để cúng lễ cho người dân trong bản. Ngày tết thầy cúng sẽ ấn định một số ngày nghỉ ngơi và đây là dịp để người trong bản đến lạy trả ơn thầy cúng. Ngoài ra, người Hmông nào khi sinh ra khó nuôi được đổi họ, cho làm con nuôi thì cũng nhân dịp tết để lạy trả hiếu cho cha mẹ nuôi.
- Ngày 30 tết, sau khi làm bánh giầy xong, người Hmông "treo niêu", không ăn uống một ngày. Đêm giao thừa mỗi nhà tự làm mâm lễ cúng tổ tiên đón giao thừa.
- Trong ngày mùng một tết, người Hmông tuyệt đối không dùng nồi chảo đựng nước, ăn cơm không nấu món canh, không được chải đầu và giặt quần áo và không đi đâu hết trong ngày mùng một. Mùng hai, mùng ba mới được rủ nhau đi chơi. Nếu vi phạm, xong tết lúa cấy sẽ không mọc và cả năm sẽ bị ngập lụt, lũ quét. Người vợ sẽ được nghỉ ngơi, còn chồng phải vào bếp nấu ăn. Nấu ăn phải cẩn thận, không để cho lửa bén vào người.Sáng mùng một, mọi người được ngủ thẳng giấc mà không ai được đánh thức.
- Ngày mùng hai là ngày thực hiện nghi lễ "lạy tết". Người con gái Hmông khi lấy chồng được xem như đã "cắt linh hồn về với nhà chồng", nên ngày tết là dịp để trả ơn cha mẹ đẻ. Trong ba năm đầu khi về nhà chồng, mỗi năm vào ngày mùng hai tết, người con gái sẽ được cha mẹ chồng đưa về để "lạy tết" cha mẹ ruột. Đêm 30 tháng 11 âm lịch là đêm giao thừa, từ mồng một đến mồng ba hoặc mồng năm tết là thăm hỏi, chúc tết họ hàng, người thân, sau đó vui chơi.

Lễ hội đầu năm của người Hmông ngoài phần nghi lễ là các trò chơi dân gian như đua ngựa, thi dệt lanh dệt vải, thổi múa khèn... thì còn thi nấu miến, thi hát hò những bài truyền thống bằng tiếng Hmông. Mỗi năm, một gia đình trong bản sẽ được giao làm chủ lễ để tổ chức lễ hội vui chơi tết cho cả bản. Ngày 26 tháng chạp, chủ lễ sẽ đốn một cây mai to (một loại tre), chặt nhánh, chỉ chừa nhánh ở chín đốt trên ngọn rồi đem ra bãi đất chọn sẵn cắm xuống làm cây nêu báo hiệu cho mọi người biết nơi này sẽ diễn ra lễ hội đầu năm mới.

#### Âm nhạc
Các bài hát H'mông rất đa dạng về thể loại, bao gồm:
- Hát giao duyên (Nkauj kho siab hoặc Nkauj suav dlas): Những bài hát tình yêu được hát giữa nam và nữ trong các buổi chợ phiên hoặc lễ hội.
- Hát ru (Nkauj qhuab): Những bài hát được các bà mẹ hát ru con ngủ.
- Hát cúng (Nkauj dab): Những bài hát được hát trong các nghi lễ cúng bái.
- Hát kể chuyện (Nkauj lug): Những bài hát kể về lịch sử, truyền thuyết hoặc các câu chuyện trong cuộc sống.
- Hát than (Nkauj tu siab): Những bài hát thể hiện nỗi buồn, sự mất mát, thường được hát trong tang lễ hoặc khi gặp chuyện không vui.
- Hát mừng mùa (Nkauj ua koob tsheej): Những bài hát ca ngợi mùa màng bội thu, cầu mong sự ấm no, hạnh phúc, thường được hát trong các lễ hội mùa vụ.

Âm nhạc H'mông thường sử dụng các nhạc cụ truyền thống như khèn, đàn môi, sáo,... và có giai điệu đặc trưng, mang đậm bản sắc văn hóa của dân tộc H'mông.

## Người nổi tiếng

### Tại Việt Nam
| Tên             | Sinh thời      | Hoạt động chính |
| --------------- | -------------- | --- |
| Vương Chính Đức | 1865-1947      | Vua Hmông, quê xã Sà Phìn huyện Đồng Văn, Hà Giang. |
| Vương Chí Sình  | 1886-1962      | Đại biểu Quốc hội Việt Nam khóa 1 và 2, quê xã Sà Phìn huyện Đồng Văn, Hà Giang. |
| Vừ A Dính       | 1934-1949      | Liệt sỹ, Anh hùng LLVTND VN thời chống Pháp, quê xã Pú Nhung, huyện Tuần Giáo, Điện Biên. |
| Cư Hòa Vần      | 1935-2010      | Chính khách Việt Nam, Phó chủ tịch UBTW MTTQ Việt Nam, Chủ tịch HĐ Dân tộc. Quê quán huyện Si Ma Cai tỉnh Lào Cai. |
| Tráng A Pao     | 1945-2015      | Chủ tịch HĐ Dân tộc của QH, Phó chủ tịch UBTW MTTQ Việt Nam, Phó trưởng Ban Dân vận TƯ, Bí thư Tỉnh ủy Lào Cai, chủ tịch HĐND tỉnh. |
| Giàng Văn Quẩy  | 1946-...       | Đại biểu Quốc hội Việt Nam khóa 10 và 11, Chủ tịch HĐND tỉnh Hà Giang (2007-2016). |
| Giàng Seo Phử   | 1951-2017      | Ủy viên BCHTW ĐCSVN khóa 9, 10, 11, Đại biểu Quốc hội, Chủ nhiệm Ủy ban Dân tộc. Quê huyện Bắc Hà, tỉnh Lào Cai. |
| Lầu Chông Vừ    | 1958-...       | Đại biểu Quốc hội Việt Nam khóa 14. Quê Nghệ An |
| Sùng Thìn Cò    | 13/06/1959-... | Ông là một tướng lĩnh của Quân đội nhân dân Việt Nam, hàm Thiếu tướng, nguyên Phó Tư lệnh Quân khu 2. Ông nổi tiếng với những đóng góp trực diện, khẳng khái tại các kỳ họp Quốc hội. Ông là Đại biểu Quốc hội Việt Nam, khoá 14, nhiệm kì 2016-2021, thuộc đoàn đại biểu quốc hội tỉnh Hà Giang; Ủy viên Ủy ban Quốc phòng và an ninh của Quốc hội (khóa 14). Quê quán: Xã Nghĩa Thuận, huyện Quản Bạ, tỉnh Hà Giang. https://vi.wikipedia.org/wiki/S%C3%B9ng_Th%C3%ACn_C%C3%B2#:~:text=S%C3%B9ng%20Th%C3%ACn%20C%C3%B2%20sinh%20ng%C3%A0y,%C4%91%E1%BA%B3ng%20%2D%20Cao%20c%E1%BA%A5p%20Qu%C3%A2n%20s%E1%BB%B1. |
| Giàng A Chu     | 1959-...       | Đại biểu Quốc hội Việt Nam khóa 14, Phó Chủ tịch Hội đồng Dân tộc của Quốc hội Việt Nam. Quê quán huyện Mù Cang Chải tỉnh Yên Bái . |
| Giàng Páo Mỷ    | 1963-...       | Đại biểu Quốc hội Việt Nam khóa 14. Quê quán huyện Tam Đường tỉnh Lai Châu . |
| Thào Hồng Sơn   | 1965-...       | Đại biểu Quốc hội Việt Nam khóa 13, quê quán xã Má Lé huyện Đồng Văn tỉnh Hà Giang. |
| Thào Xuân Sùng  | 1958-...       | Đại biểu Quốc hội Việt Nam khóa 13, Phó trưởng ban thường trực Ban Dân vận Trung ương, Chủ tịch Hội nông dân Việt Nam, nguyên Bí thư tỉnh ủy Sơn La. |
| Hầu Văn Lý      | 1967-...       | Đại tá CAND, đại biểu Quốc hội Việt Nam khóa 14 . |
| Tráng Thị Xuân  | 1969-...       | Đại biểu Quốc hội Việt Nam khóa 14, quê quán xã Suối Tọ huyện Phù Yên tỉnh Sơn La. |
| Hầu A Lềnh      | 1973-...       | ủy viên BCHTW ĐCSVN khoá 12, Phó Chủ tịch - Tổng Thư ký UBTW MTTQ Việt Nam. Quê Lào Cai. |
| Mùa A Vảng      | 1983-...       | Đại biểu Quốc hội Việt Nam khóa 14. Quê quán xã Sín Chải, huyện Tủa Chùa, tỉnh Điện Biên. |

### Tại Lào
| Tên               | Sinh thời | Hoạt động chính |
| ----------------- | --------- | --- |
| Faydang Lobliayao | 1910-1986 | Chính trị gia Lào, trong chiến tranh Đông Dương thứ nhất 1947-1954, và chiến tranh bí mật của Mỹ ở Đông Dương 1955-1975. Sau là phó Chủ tịch của Mặt trận Yêu nước Lào (Neo Lao Hak Xat) và phó Chủ tịch của Hội đồng Nhân dân Tối cao Lào.                                                             |
| Touby Ly Foung    | 1917-1979 | Nhà lãnh đạo chính trị và quân sự ủng hộ Chính phủ Hoàng gia Lào và sự can thiệp của Mỹ trong Nội chiến Lào. Năm 1974 khi Pathet Lào nắm giữ chính quyền, ông lần đầu tiên được bổ nhiệm làm Bộ trưởng bộ Viễn thông trong chính phủ mới, nhưng sau đó ông bị bắt và đưa đến trại cải tạo và chết ở đó. |
| Yang Shong Lue    | 1929-1971 | Nhà lãnh đạo tinh thần của người Hmông tại Lào, người phát minh của bộ chữ Pahawh Hmông. |
| Vàng Pao          | 1929-2011 | Người Hmông đầu tiên được phong hàm tướng Quân đội Hoàng gia Lào. Trong Chiến tranh Đông Dương ông được CIA hỗ trợ để chống lại Pathet Lào và Quân đội Việt Nam. Ông trở thành thủ lĩnh Hmông. Năm 1975 di tản sang Mỹ, sống ở California và là người lãnh đạo cộng đồng H'mong tại Mỹ.                 |
| Kong Le           | 1933-2014 | Sỹ quan Quân đội Hoàng gia Lào, người tiến hành cuộc đảo chính nhằm lật đổ chính phủ Hoàng gia Lào năm 1960. Sau đó thất thế, sống lưu vong tại Mỹ đến đầu những năm 1990, sau đó sang Pháp. |

## Chỉ dẫn
1. ↑  Đừng nhầm lẫn với "Chao Fa" là danh xưng hoàng gia trong tiếng Thái & Lào, tựa như "Đức hoàng tử",...

## Tham chiếu
- Fadiman, Anne (1997). The Spirit Catches You and You Fall Down: a Hmong Child, Her American Doctors, and the Collision of Two Cultures. Farrar, Straus và Giroux. ISBN 0-374-26781-2.
- [TYPN 1992] The section on nomenclature draws heavily on Thai-Yunnan Project Newsletter, Number 17, tháng 6 năm 1992, Department of Anthropology, Australian National University. Material from that newsletter may be freely reproduced with due acknowledgement.
- W.R. Geddes. Migrants of the Mountains: The Cultural Ecology of the Blue Miao (Hmong Njua) of Thailand. Oxford. The Clarendon Press. 1976.
- Khắc khoải tục bắt vợ trong đêm